# Esercito romano
L'esercito romano (militia o exercitus in lingua latina) fu l'insieme delle forze militari terrestri e di mare che servirono l'antica Roma nella serie di campagne militari che caratterizzarono la sua espansione, dall'epoca dei sette re alla Repubblica romana e all'epoca imperiale, fino al definitivo declino occidentale. L'impero continuò a prolificare però ad oriente, la lingua ufficiale divenne il greco pur mantenendo vivo il latino e Costantinopoli diventò la capitale, che cadde quasi un millennio dopo Roma.
L'esercito era composto, a seconda dell'epoca storica, da varie componenti: le legioni di cittadini romani, i federati o le truppe ausiliarie, la flotta ravennate, di Miseno oltre a quelle fluviali e le guarnigioni di Roma (guardia pretoriana, coorti urbane e corpo dei vigili). Nel corso di una lunghissima storia, che ne ha fatto «l'istituzione militare più efficace e più longeva che si conosca nella storia umana», l'esercito romano ha conosciuto una continua evoluzione strutturale che, nel tempo, ne ha profondamente modificato l'organizzazione militare e la stessa costituzione.
All'interno dei massimi livelli di entrambe le branche, le trasformazioni strutturali occorsero sia in conseguenza di effettive riforme militari, sia per l'emergere di naturali evoluzioni strutturali. L'esercito romano subì notevoli incrementi nel corso della sua storia, almeno fino a quando Roma riuscì ad occupare l'intero bacino del Mediterraneo. Da un esercito composto da soli 3.300 armati ai tempi del primo re Romolo, raggiunse ai tempi dell'Impero romano la sua massima dimensione, superando le 500 000 unità.

## Principali fasi evolutive
Il percorso evolutivo della struttura della milizia romana è schematizzabile in quattro distinte fasi:
- Fase I: L'esercito ebbe origine dal servizio militare obbligatorio annuale che incombeva sulla cittadinanza romana, quale parte dei doveri nei confronti della Res publica. Durante questo periodo, all'esercito romano poteva capitare di intraprendere campagne episodiche e stagionali contro avversari essenzialmente locali.
- Fase II: Con l'espansione dei territori cadenti sotto il controllo romano, e con l'accrescersi in grandezza delle forze armate, i soldati divennero gradualmente dei professionisti salariati. Quale conseguenza, il servizio militare prestato ai livelli più bassi (e non remunerati) divenne progressivamente di più lungo termine. Le unità militari romane, in questo periodo, erano estremamente omogenee e fortemente regolate. L'esercito consisteva di unità di fanteria composte da cittadini, conosciute come legioni (lat.: legiones), a cui si affiancavano truppe ausiliarie, non legionarie, costituite da alleati privi di cittadinanza romana, che erano chiamate auxilia. Alle seconde si faceva ricorso soprattutto quali truppe di appoggio, di fanteria leggera o di cavalleria, o per ricevere supporto logistico.
- Fase III: Al culmine della potenza dell'Impero romano, sulle forze ricadeva il compito di presidiare e rendere sicuro il Limes, il confine esterno delle vaste province romane che erano passate sotto il controllo di Roma. In questo periodo, normalmente, non si profilavano sull'impero serie minacce strategiche, così che l'enfasi era posta sulla salvaguardia dei territori conquistati.
In risposta a queste nuove esigenze strategiche, l'esercito subì trasformazioni strutturali e divenne più dipendente dalle guarnigioni fisse piuttosto che affidarsi ad accampamenti mobili e a operazioni in campo aperto.
- Fase IV: Quando Roma iniziò ad avere difficoltà nel garantire il controllo sul suo enorme territorio, il servizio militare nelle truppe regolari continuò a essere salariato e professionista. Tuttavia, la tendenza a utilizzare truppe alleate o mercenarie era aumentato a tal punto che queste finirono per rappresentare una quota notevole del totale delle forze. Contemporaneamente, andò scomparendo l'uniformità strutturale che poteva riscontrarsi agli albori dell'organizzazione militare di Roma. In questa fase, il tipo di soldati impiegati variava dalla tipologia degli arcieri a cavallo, armati alla leggera, fino alla fanteria pesante, inquadrati in reggimenti di dimensione e caratteristiche variabili. Questo si accompagnava a una tendenza, manifestatasi nel tardo impero, a un crescente predominio del ruolo della cavalleria, in luogo dei reparti di fanteria, un fenomeno che andava di pari passo con la necessità emergente di operazioni a maggior mobilità.

## Epoca monarchica (753 - 509 a.C.)
Secondo quanto riferito da Tito Livio e Dionigi di Alicarnasso, storiografi di Roma che scrissero in un'età molto più tarda, la più antica forma di esercito esisteva a Roma nell'VIII secolo a.C. A quell'epoca, la stessa Roma non era probabilmente nient'altro che uno stanziamento collinare fortificato, o poco più, con un esercito di entità relativamente modesta, il cui campo d'azione, limitato su piccola scala, consisteva "prevalentemente nell'esecuzione di incursioni e furti di bestiame con battaglie occasionali più simili a scaramucce". Lo storico Theodor Mommsen si riferiva a questo esercito con l'attributo di curiato, un epiteto che faceva riferimento alla presunta strutturazione dell'esercito secondo le suddivisioni delle curiae, le tre originarie tribù della fondazione di Roma: i Ramnes, i Tities, e Luceres.

### Periodo della fondazione di Roma: assetto tribale (753-578 a.C.)

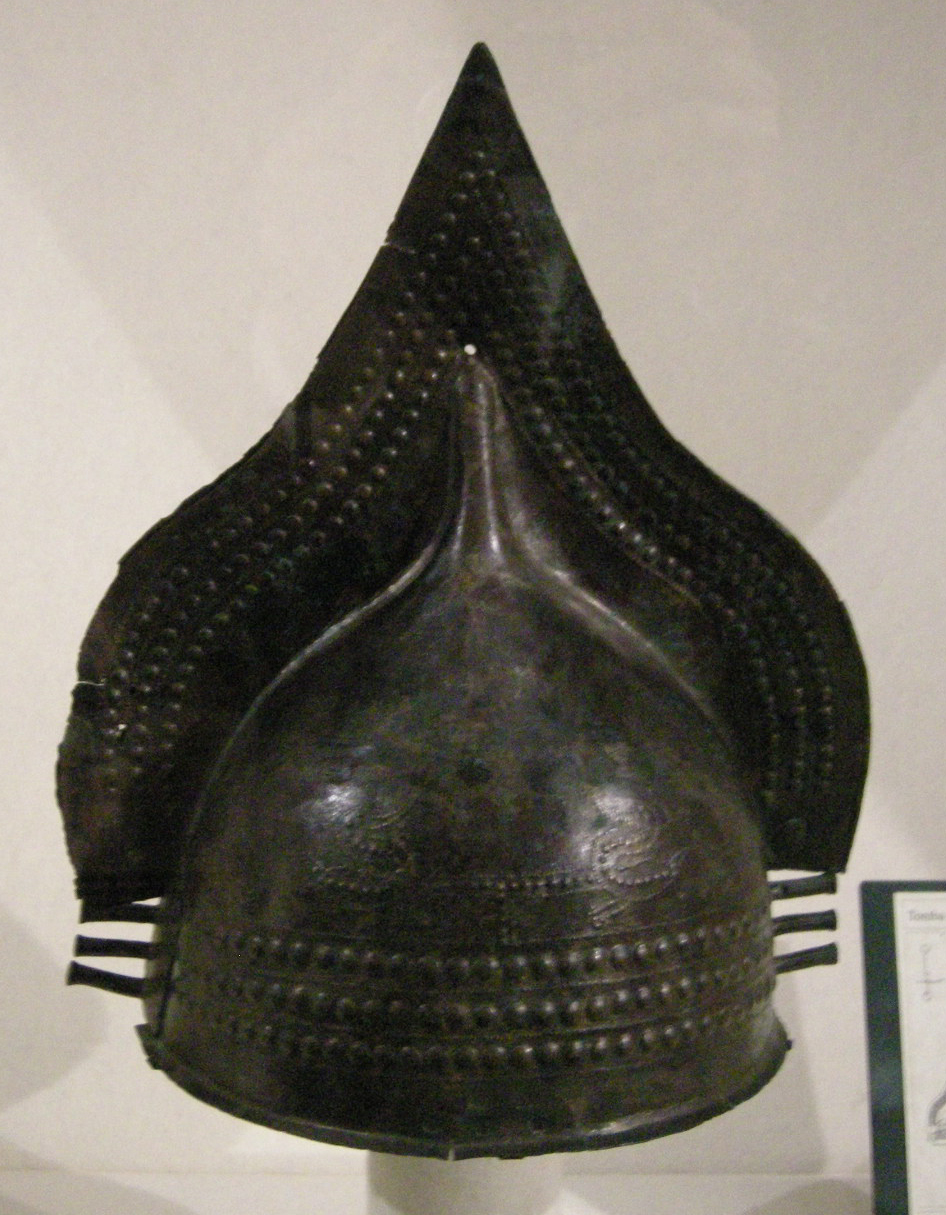
Tipico elmo villanoviano risalente al primo periodo regio di Roma, proveniente dal museo etrusco Guarnacci di Volterra.

Non si conosce con esattezza la struttura dell'esercito in questa fase: Mommsen riteneva che a quel tempo l'organizzazione militare di Roma fosse regolamentata delle "Leggi dell'[apocrifo] Re [V]Italus" ma, in generale, il contenuto di queste leggi è a noi totalmente sconosciuto, nonostante Aristotele vi faccia riferimento come ancora parzialmente in vigore, ai suoi tempi, presso alcune popolazioni dell'Italia.
Secondo la tradizione fu Romolo a creare, sull'esempio della falange greca, la legione romana. Egli iniziò a dividere la popolazione che era adatta alle armi, in contingenti militari. Ogni contingente militare era formato da 3 000 fanti e 300 cavalieri, scelti tra la popolazione, e che chiamò legione (latino: legio), una tradizione di cui gli studiosi riconoscono l'evidente carattere di arbitrarietà. I 3 000 fanti (pedites) e 300 cavalieri (equites) erano arruolati dalle tre tribù che formavano la primitiva popolazione di Roma: i Tities, i Ramnes ed i Luceres. In epoca regia era formata da cittadini compresi tra i 17 ed i 46 anni, in grado di potersi permettere il costo dell'armamento.
La legione si disponeva su tre file, nella tipica formazione a falange, con la cavalleria ai lati. Ogni fila di 1 000 armati era comandata da un tribunus militum, mentre gli squadroni di cavalleria erano alle dipendenze di un tribunus celerum, mentre il Rex assumeva il comando dell'intero esercito e a cui spettava, inoltre, il compito di scioglierlo al termine della campagna dell'anno.
Mommsen usa argomenti filologici e riferimenti a Livio e altri autori per suggerire che la gran massa dei fanti consisteva probabilmente di pilumni (lanciatori di pilum), con un numero più piccolo a servire forse come arquites (arcieri). La cavalleria era di molto inferiore in numero e consisteva probabilmente unicamente dei cittadini più ricchi della città. L'esercito conteneva forse anche le prime forme di carri, a cui sembra alludere il riferimento al termine flexuntes (o flexuntae: "carrettai, costruttori di carri") usato a volte per riferirsi alla cavalleria romana.
Ora sulla base dei recenti ritrovamenti archeologici si è potuto notare che il primo esercito romano, quello di epoca romulea, era costituito da fanti che avevano preso il modo di combattere e l'armamento dalla civiltà villanoviana della vicina Etruria. I guerrieri combattevano prevalentemente a piedi con lance, giavellotti, spade (con lame normalmente in bronzo, ed in rari casi in ferro, della lunghezza variabile tra i 33 ed i 56 cm), pugnali (con lame di lunghezza compresa tra i 25 ed i 41 cm) e asce, mentre solo i più ricchi potevano permettersi un'armatura composta da elmo e corazza, gli altri una piccola protezione rettangolare sul petto, davanti al cuore, delle dimensioni di circa 15 x 22 cm. Gli scudi avevano dimensioni variabili (comprese tra i 50 ed i 97 cm) e di forma prevalentemente rotonda (i cosiddetti clipeus, abbandonati secondo Tito Livio attorno alla fine del V secolo a.C.) atti ad una miglior maneggevolezza. Plutarco racconta, inoltre, che una volta uniti tra loro, Romani e Sabini, Romolo introdusse gli scudi di tipo sabino, abbandonando il precedente di tipo argivo e modificando le precedenti armature.
Si dice però che Romolo, quando la città di Roma si ingrandì e si unirono i Sabini, abbia deciso di raddoppiare le sue truppe in: 6000 fanti e 600 cavalieri. E da ultimo sembra che Romolo costituì una guardia personale di trecento cavalieri chiamata Celeres (eliminata poi da Numa Pompilio), similmente a quanto fece oltre settecento anni più tardi Augusto con la creazione della guardia pretoriana a difesa del Princeps. E sempre Romolo sembra fu il primo ad aver distribuito personalmente ai soldati la terra conquistata in guerra.
Secondo Pietro De Francisci i primi eserciti erano formati dalle gentes, unitamente ai rispettivi clientes. E ipotizza che non sia del tutto improbabile che queste gentes abbiano potuto condurre specifiche spedizioni in modo del tutto autonomo come accadde alla gens Fabia nella battaglia del Cremera. Solo in seguito queste bande armate potrebbero essere state inquadrate nelle tribus e poi nelle curiae.

### I re etruschi e l'assetto su base censuaria (dal 578a.C.)

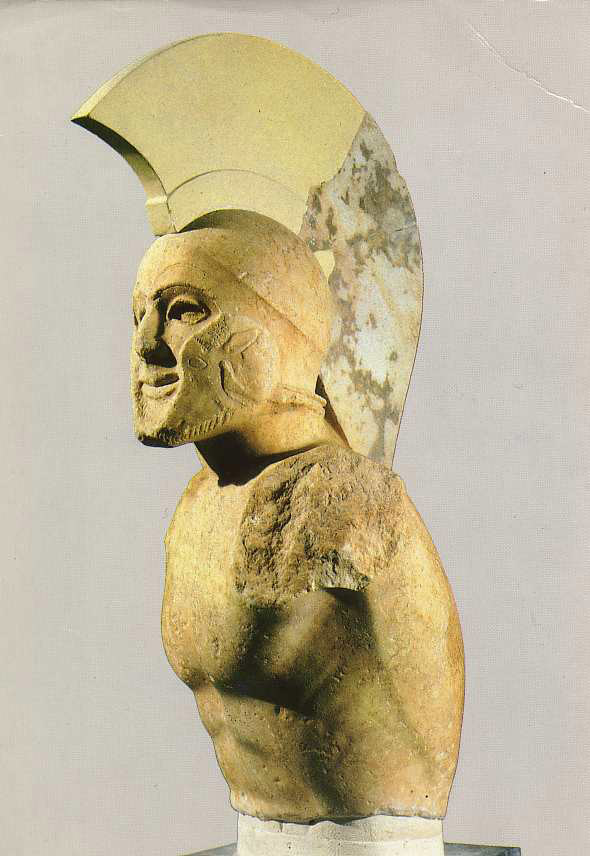
Raffigurazione scultorea di un oplita (c. V secolo a.C., Museo archeologico di Sparta), a cui si ispirava la prima classe di fanteria, nella riforma di Servio Tullio.

Dall'inizio del VII secolo a.C., dominava sulla regione la civiltà etrusca dell'Età del ferro Come molti altri popoli della regione, i Romani si scontrarono con gli Etruschi. Intorno alla fine del secolo, i Romani avevano perso la loro lotta per l'indipendenza, e gli Etruschi, conquistata Roma, stabilirono sulla città una dittatura militare, o un regno. Con l'inizio di questa fase, anche l'organizzazione dell'esercito subì una trasformazione strutturale.
Sebbene molte fonti della storiografia romana, compreso Livio e Polibio si diffondano estesamente sull'esercito romano in quel periodo dell'Età Regia che fece seguito alla presa di potere degli Etruschi, si tratta pur sempre di fonti tarde, mentre manca qualsiasi resoconto dell'epoca. Polibio, per esempio, scrive qualcosa come 300 anni dopo gli eventi in questione, e Livio circa 500 anni dopo. Inoltre, qualunque resoconto avessero tenuto i Romani all'epoca, sarebbe andato distrutto quando la città fosse stata in seguito saccheggiata. Le fonti relative a questo periodo della storia militare romana non possono pertanto essere considerate affidabili al pari di quelle disponibili per epoche successive, come, ad esempio, a partire dalla prima guerra punica.
Secondo le narrazioni sopravvissute, furono tre i re di Roma durante l'occupazione etrusca: Tarquinio Prisco, Servio Tullio, e Tarquinio il Superbo. In questo periodo, l'esercito di Roma conobbe una riforma: dall'originario assetto tribale, precedentemente descritto, a un assetto centuriale, con suddivisioni fondate su classi socio-economiche, anziché tribali. Questa riforma è tradizionalmente attribuita a Servio Tullio, il secondo dei re etruschi di Roma, che, secondo tradizione, aveva già portato a termine il primo censimento per tutti i cittadini. Livio ci informa che Tullio riformò l'esercito trasponendovi la struttura originariamente concepita per la vita civile, quale risultato del censimento A qualsiasi livello, il servizio militare, a quell'epoca, era considerato un dovere civico e un modo per ottenere un avanzamento di status all'interno della società.
Tuttavia non si può affermare che le classi sociali di Roma fossero create dal censimento, piuttosto furono da esso enucleate. Sarebbe quindi più corretto dire che la struttura dell'esercito veniva leggermente affinata, piuttosto che radicalmente riformata. Prima di queste riforme, la fanteria era divisa nella classis dei cittadini ricchi e nella infra classem dei cittadini più poveri. I secondi erano esclusi dalla linea regolare di battaglia, in considerazione della qualità scadente del loro armamento Nel corso della riforma, questa grossolana divisione binaria tra cittadini più poveri e cittadini più ricchi fu ulteriormente affinata su più stratificazioni.

#### Riforma "equestre" di Tarquinio Prisco
La riforma di Tarquinio Prisco, quinto re di Roma, riguardò la sola classe dei cavalieri, aumentandone gli effettivi. Egli decise di raddoppiare il numero delle centurie o comunque aumentarne i loro effettivi (fino ad allora in numero di tre), e di aggiungerne altre a cui diede un nome differente. Queste ultime furono chiamate posteriores o sex suffragia, portando così il totale dei cavalieri a 600. Questa riforma per il De Francisci potrebbe essere stata apportata da Tarquinio Prisco o dal successore Servio Tullio.

#### Riorganizzazione di Servio Tullio

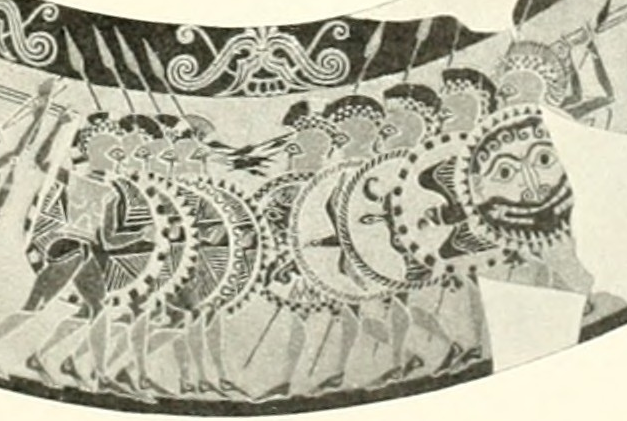
Dettaglio del vaso Chigi, con scontro tra fanterie oplitiche del 650-640 a.C. (Museo nazionale etrusco di Villa Giulia, Roma)

Secondo la tradizione, fu Servio Tullio a compiere una prima riforma timocratica dei cittadini romani atti a prestare il servizio militare (obbligati ad armarsi a proprie spese e perciò chiamati adsidui), suddividendoli in cinque classi (sei comprendendo quella dei proletarii) sulla base del censo, a loro volta ordinati in ulteriori quattro categorie: i seniores (maggiori di 46 anni: anziani) e gli iuniores (tra 17 e 46 anni: giovani), ovvero coloro che rientravano nelle liste degli abili a combattere; i pueri (di età inferiore ai 17 anni: i fanciulli) e gli infantes (di età inferiore agli 8 anni: i bambini) non ancora in età per prestare il servizio militare. In questo nuovo sistema la prima classe, la più facoltosa, poteva permettersi l'equipaggiamento completo da legionario, mentre quelle inferiori avevano armamenti via via più leggeri, e dove le prime tre costituivano la fanteria pesante e le ultime due quella leggera:
Dopo aver così organizzato la fanteria, Servio Tullio passò alla cavalleria, dove reclutò altre 12 centurie di equites dal fiore dell'aristocrazia cittadina, alle 6 già presenti, formate da Tarquinio Prisco e riconducibili ai sex suffragia: in totale 18 centurie. Secondo il De Francisci, la cavalleria venne organizzata non più in centuriae, ma in turmae.
In sostanza l'esercito serviano contava 1 800 cavalieri e 17 000 fanti potenzialmente atti alle armi (suddivisi in 5 classi ed in 170 centurie) oltre ad alcune unità speciali per un totale di 193 centurie. Si trattava di 2 compagini legionarie, una utilizzata per difendere la città e l'altra per compiere campagne militari esterne. Qui di seguito una tabella riassuntiva:
| Classe censuaria | N. centurie                                        | Stima dei beni di proprietà |
| ---------------- | -------------------------------------------------- | --------------------------- |
| I classe         | 40 centurie di iuniores + 40 centurie di seniores  | più di 100 000 assi         |
| I classe         | 2 centurie di fabri                                |                             |
| I classe         | 18 centurie di equites                             | più di 100 000 assi         |
| II classe        | 10 centurie di iuniores + 10 centurie di seniores  | da 100 000 a 75 000 assi    |
| III classe       | 10 centurie di iuniores + 10 centurie di seniores  | da 75 000 a 50 000 assi     |
| IV classe        | 10 centurie di iuniores + 10 centurie di seniores  | da 50 000 a 25 000 assi     |
| V classe         | 15 centurie di iuniores + 15 centurie di seniores  | da 25 000 a 11 000 assi     |
| V classe         | 1 centuria di tubicines + 1 centuria di cornicines |                             |
| VI classe        | 1 centuria                                         | meno di 11 000 assi         |
| TOTALE           | 193 centurie                                       |                             |

## Epoca repubblicana (509 - 27 a.C.)

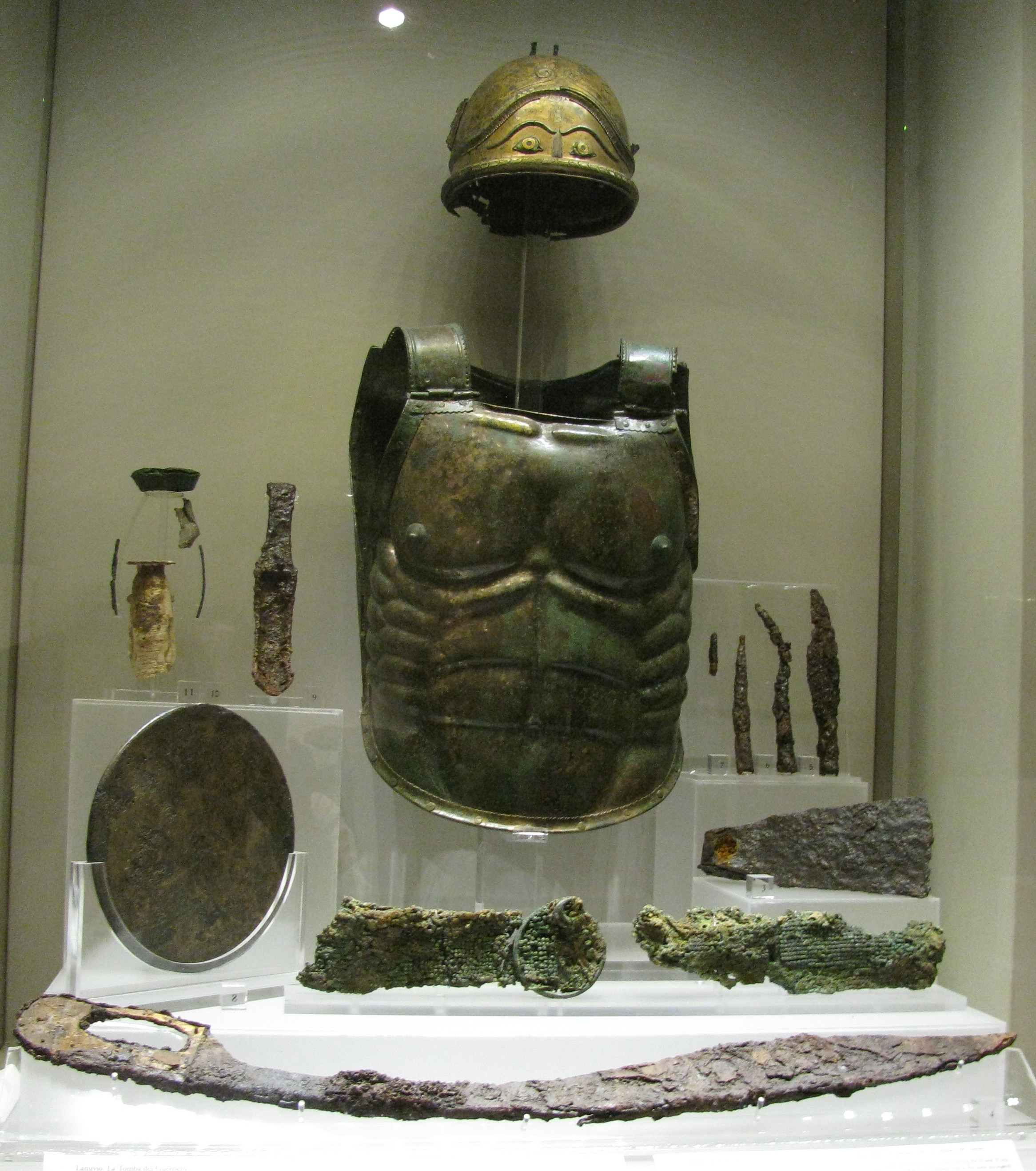
Panoplia del V secolo a.C. della latina Lanuvio, conservata presso il Museo nazionale romano delle Terme di Diocleziano a Roma.

Anche dopo la caduta della monarchia, la componente principale dell'esercito romano rimase la legione, e solo ai cittadini romani era consentito arruolarsi, dovendo essi stessi provvedere personalmente al loro equipaggiamento, come nella tradizione degli opliti greci.

### Primo esercito repubblicano (V secolo a.C.)
In coincidenza con il passaggio alla forma di governo repubblicano, l'esercito fu diviso in due legioni, ognuna al comando di un console, e solo in caso di estremo pericolo le due legioni venivano unificate e veniva eletto un solo capo, in carica sei mesi, detto dictator. Il contingente della legione era composto da soli cittadini romani e schierato su tre file: hastati, principes e triarii, disposti per ordine di età (in prima fila gli hastati, più giovani, quindi principes e triarii).

### Istituzione dello stipendio per i soldati (407 a.C. circa)
Nel corso del 407 a.C., quando l'esercito romano fu diviso in tre parti e mandato a saccheggiare il territorio dei nemici sotto il comando di tre dei quattro tribuni militari (Lucio Valerio Potito si diresse su Antium, Gneo Cornelio Cosso marciò su Ecetra e Numerio Fabio Ambusto attaccò e conquistò Anxur lasciando la preda ai soldati di tutti e tre gli eserciti), fu istituito lo stipendio per i soldati, forse su indicazione dello stesso Furio Camillo. Ecco cosa racconta Tito Livio:
(Tito Livio, Ab Urbe condita libri, IV, 59-60, op. cit.)
Ovvie le conseguenze: ringraziamenti dei plebei, polemiche dei tribuni che vedevano spuntate alcune delle loro armi, proteste di chi doveva pagare. Il vantaggio immediato fu che venne approvata una legge che dichiarava guerra a Veio e i nuovi tribuni con potestà militare vi condussero un esercito in massima parte formato da volontari. E forse sempre in questa circostanza la legione potrebbe aver assunto la formazione manipolare.
Si tramanda che l'organico dell'esercito sia passato da 3 000 a 4 000 unità nel V secolo a.C., e quindi da 4 000 a 6 000 effettivi dopo il 400 a.C. Quest'ultimo organico di 6 000 uomini fu poi diviso in 60 centurie di 100 uomini ciascuna.
La leva del 403 a.C. fu la prima a essere richiesta per una campagna che durasse più di una sola stagione e da questo momento in poi tale pratica divenne gradualmente più comune, se non proprio abituale.

### Prima guerra sannitica e guerra latina (343-338 a.C.)

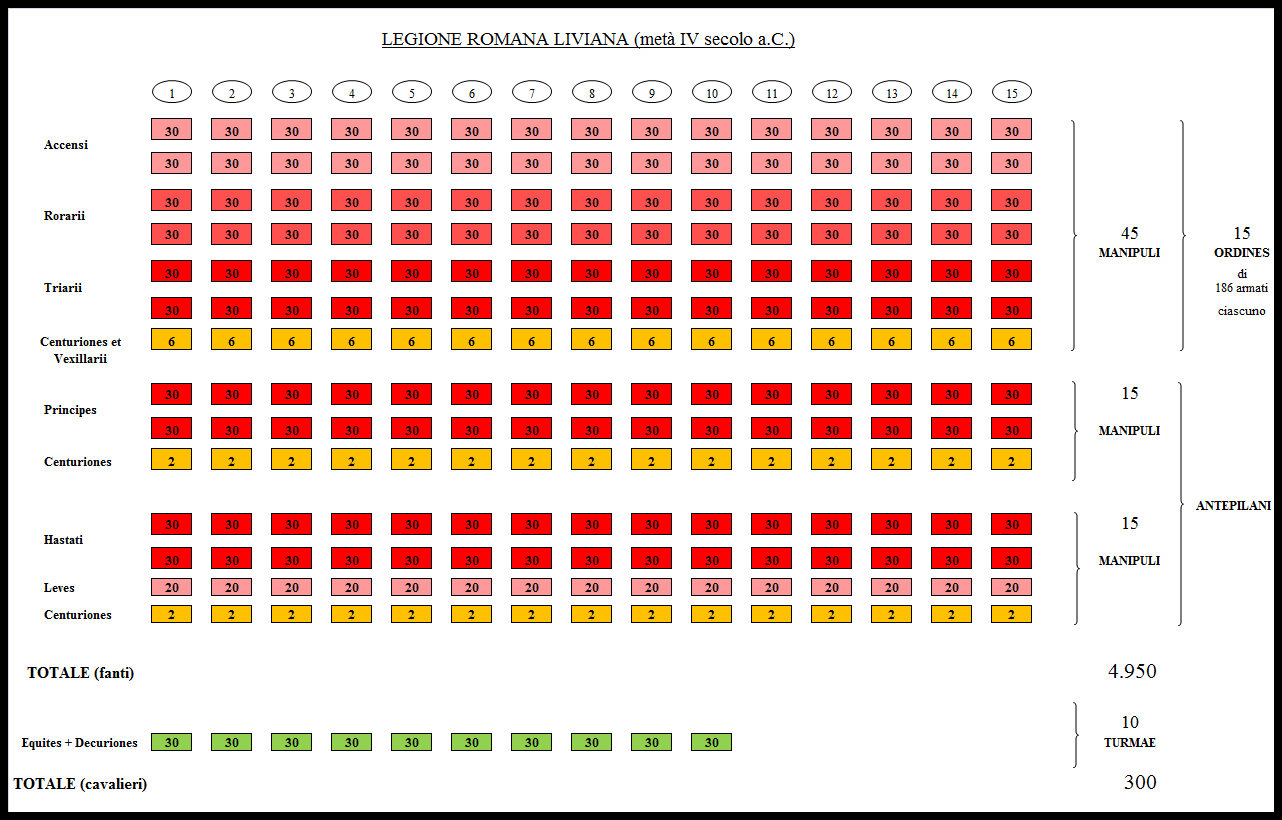
La legione manipolare liviana al tempo della guerra latina (340-338 a.C.).

Secondo Tito Livio, attorno alla metà del IV secolo a.C., durante la guerra latina, le legioni erano composte da 5 000 fanti e 300 cavalieri. Era utilizzata all'interno della legione, la formazione manipolare (dal latino manipulus). La legione a sua volta era divisa in tre differenti schiere:
1. la prima era costituita dagli Hastati ("il fiore dei giovani alle prime armi", come racconta Livio[54]) in formazione di quindici manipoli (di 60 fanti ciascuno[52]) oltre a 20 fanti armati alla leggera (dotati di lancia o giavellotti, non invece di scudo), chiamati leves.[55]
2. la seconda era formata da armati di età più matura, chiamati Principes, anch'essi in formazione di quindici manipoli, tutti forniti di scudo e armi speciali.[54] Queste prime due schiere (formate da 30 manipoli) erano chiamate antepilani.[56]
3. la terza era formata da altri quindici "ordini", formati ciascuno da 3 manipoli (il primo di Triarii, il secondo di Rorarii ed il terzo, di Accensi) di 60 armati ognuno.[56] Ognuna di queste quindici unità constava di due vessilliferi e quattro centurioni, per un totale di 186 uomini. I Triari erano soldati veterani di provato valore, i Rorarii, più giovani e meno esperti, ed infine gli Accensi, ultima schiera di scarso affidamento.[57]

(Livio, Ab Urbe condita libri, VIII, 8, 9-12.)
Dopo aver accolto Hastati e Principes tra le loro file, i Triarii serravano le file ed in un'unica ininterrotta schiera si gettavano sul nemico.
Hastati, Principes e Triarii utilizzavano, infine, tutti lunghi scudi ovali, detti scutum (quelli rotondi, detti clipeus furono abbandonati quando ai soldati fu pagato per la prima volta lo stipendio, verso la fine del V secolo a.C.).
Nella prima fase della repubblica romana l'esercito continuò a evolvere e, sebbene tra i romani vi fosse la tendenza ad attribuire tali cambiamenti a grandi riformatori, è più probabile che i cambiamenti fossero il prodotto si una lenta evoluzione piuttosto che di singole e deliberate politiche di riforma. La formazione manipolare fu probabilmente copiata dai nemici Sanniti, a sud di Roma, forse quale conseguenza della sconfitta romana nella Seconda guerra sannitica. Non a caso Polibio scrive dei Romani:
(Polibio, VI, 25.11.)

### Dalla prima alla seconda guerra punica (264-219 a.C.)
L'organizzazione interna dell'esercito romano descritta da Polibio nel suo VI libro delle Storie, è da datarsi al principio della seconda guerra punica (218-202 a.C.). Non possiamo escludere, però, che tale riorganizzazione (rispetto a quella proposta da Tito Livio nel paragrafo precedente), non possa appartenere ad un'epoca antecedente e databile addirittura alla stessa guerra latina (340-338 a.C.), o alla terza guerra sannitica (298-290 a.C.) oppure alla guerra condotta contro Pirro e parte della Magna Grecia (280-272 a.C.).

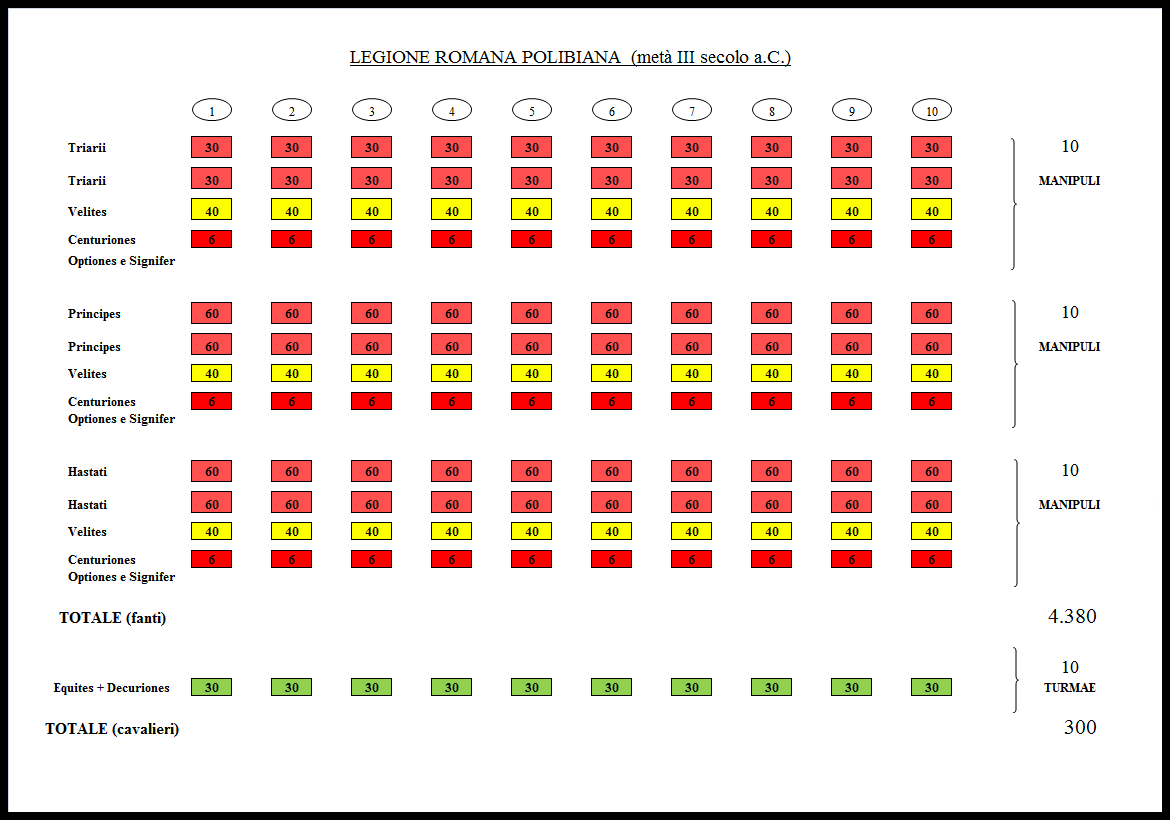
La legione manipolare polibiana al principio della seconda guerra punica (218 a.C.).

A differenza delle successive formazioni legionarie, composte esclusivamente di fanteria pesante, le legioni della prima e media età repubblicana consistevano di fanteria sia leggera che pesante. Il termine esercito manipolare, cioè un esercito basato su unità chiamate manipoli (lat. manipulus singolare, manipuli plurale, da manus, ovvero "mano"), è pertanto utilizzato in contrapposizione con il successivo "esercito legionario" tardo repubblicano e alto imperiale, che era incentrato invece su un sistema di unità chiamate coorti. L'esercito manipolare si basava in parte sul sistema di classi sociali e in parte sull'età e sull'esperienza militare, e rappresentava quindi un compromesso teorico tra il precedente modello basato interamente sulle classi e gli eserciti degli anni che ne erano indipendenti. In pratica, poteva succedere che perfino gli schiavi fossero spinti ad arruolarsi nell'esercito repubblicano in caso di necessità. Normalmente si arruolava una legione all'anno, ma nel 366 a.C. successe per la prima volta che due legioni fossero arruolate in uno stesso anno.
L'esercito manipolare deve il suo nome alle modalità tattiche con cui la sua fanteria pesante era dispiegata in battaglia. I manipoli erano unità di 120 uomini, tutti provenienti da una medesima classe di fanteria. I manipoli erano piccoli abbastanza da permettere, sul campo di battaglia, movimenti tattici di singole unità di fanteria, nel contesto del più grande esercito. I manipoli, tipicamente, erano dispiegati in tre ranghi separati (lat.: triplex acies), basati sui tre tipi di fanteria pesante degli hastati, dei principes e dei triarii.
I tribuni militari eletti annualmente, erano 24 (quattordici dei quali con cinque anni di servizio e dieci con dieci anni di servizio), sei per ciascuna delle 4 legioni arruolate e disposte lungo i fronti settentrionali, meridionali e a difesa dell'Urbe. L'arruolamento delle 4 legioni avveniva con l'estrazione a sorte delle tribù tra i 24 tribuni militari, e quella che era stata via via sorteggiata era chiamata dal singolo tribuno.
I cittadini romani erano, inoltre, obbligati a prestare servizio militare, entro il quarantaseiesimo anno di età, per almeno 10 anni per i cavalieri e 16 anni per i fanti (o anche 20 in caso di pericolo straordinario). Sono esclusi dal servizio militare legionario coloro che avevano un censo inferiore alle 400 dracme (paragonabili a 4 000 assi secondo il Gabba), anche se vengono impiegati nel servizio navale.
Il cursus honorum prevedeva che nessuno potesse intraprendere la carriera politica senza aver prestato almeno 10 anni di servizio militare.
Ogni legione era formata da 4 200 fanti (portati fino a 5 000, in caso di massimo pericolo) e da 300 cavalieri. Le unità alleate di socii (ovvero le Alae, poiché erano poste alle "ali" dello schieramento) erano costituite, invece di un numero pari di fanti, ma superiori di tre volte nei cavalieri (900 per unità). I fanti erano poi suddivisi in quattro differenti categorie, sulla base della classe sociale/equipaggiamento ed età:
1. primi ad essere arruolati erano i Velites, in numero di 1.200[76] (tra i più poveri ed i più giovani),[77] e che facevano parte delle tre schiere principali (qui di seguito, di Hastati, Principes e Triarii), in numero di 20 per ciascuna centuria.[62] Questo schieramento consisteva in truppe armate molto alla leggera, senza armature, adatti per questo al compito affidatogli, azioni di schermaglia e di disturbo (cosiddetti cacciatori). Erano muniti di una spada e di un piccolo scudo rotondo (diametro: 3 piedi≈90 cm), oltre che di diversi giavellotti leggeri, con una corta asta in legno di 90 cm (3 piedi) dal diametro di un dito, e una sottile punta metallica di circa 25 cm. Le loro file erano ingrossate dall'inserimento di fanteria leggera proveniente dagli alleati e da rorarii irregolari.
2. seguono gli Hastati, il cui censo ed età erano ovviamente superiori,[77] in numero di 1 200,[76] pari a 10 manipoli.[78] Formavano tipicamente la prima linea nello schieramento in battaglia. Ciascun manipolo astato era formato da 40 unità, con una profondità di tre uomini.[79] Erano fanti corazzati in cuoio, con corazza ed elmetto di ottone adornata con tre piume, alte approssimativamente di 30 cm, e muniti di scudo di legno rinforzato in ferro alto 120 cm in forma di un rettangolo dal profilo ricurvo e convesso. Erano armati di una spada nota come gladio e da due lance da getto note come pila: un'era il pesante pilum dell'immaginario popolare mentre l'altra era un affusolato giavellotto.
3. poi vengono i Principes, di età più matura,[77] sempre in numero di 1 200,[76] pari a 10 manipoli.[78] Costituivano tipicamente il secondo blocco di soldati nello schieramento offensivo. Erano soldati di fanteria pesante armati e corazzati come gli hastati, eccetto che vestivano una più leggera corazza in maglia piuttosto che di metallo solido. Ciascuno dei manipoli di tipo principes era formato da un rettangolo largo 12 unità e profondo 10.[79]
4. ed infine i Triarii, i più anziani,[77] in numero di 600 (pari a 10 manipoli[78]),[76] non aumentabile nel caso in cui la legione fosse incrementata nel suo numero complessivo (da 4 200 fanti a 5 000), a differenza di tutte le altre precedenti classi, che potevano passare da 1 200 a 1 500 fanti ciascuna.[80] Erano gli ultimi residui delle truppe di stile oplitico nell'esercito romano. Erano armati e corazzati come i principes, fatta eccezione per la picca, che essi portavano al posto dei due pilum. Un manipolo di triarii era diviso in due formazioni, ciascuna larga 6 unità e profonda 10[79]
5. La cavalleria era, infine, arruolata principalmente dalla più facoltosa classe degli equestri, ma, a volte, contributi addizionali alla cavalleria erano forniti a volte da socii e Latini della penisola italiana. Esisteva una classe addizionale di truppe, gli accensi (detti anche adscripticii e, in seguito, supernumerarii) che seguivano l'esercito senza specifici ruoli militari che erano dispiegati dietro i triarii. Il loro ruolo di accompagnatori dell'esercito era soprattutto nel colmare eventuali lacune che potevano verificarsi nei manipoli, ma sembra anche che siano stati occasionalmente impiegati come attendenti degli ufficiali.[66]

Schieramento in battaglia dell'esercito consolare polibiano nel III secolo a.C., con al centro le legioni e sui fianchi le Alae Sociorum (gli alleati italici) e la cavalleria legionaria e alleata.

Le tre classi di unità tattiche conservavano forse qualche vago parallelo con le divisioni sociali della società romana, ma almeno ufficialmente le tre linee erano basate sull'età e l'esperienza piuttosto che sulle classi sociali. Gli uomini giovani e inesperti servivano tra gli hastati, gli uomini più anziani e con qualche esperienza militare erano impiegati come principes, mentre le truppe dei veterani, di età avanzata e con esperienza, rifornivano i triarii.

#### Creazione di una flotta stabile
Si era infine creata, con la prima guerra punica, la necessità di creare una piccola flotta, sebbene avesse già operato, in modo estremamente limitato, dopo la seconda guerra sannitica. È proprio durante questo periodo che la flotta romana fu riformata, espandendola da piccolo strumento destinato primariamente al pattugliamento fluviale e costiero, fino a farla divenire una unità pienamente marittima. Dopo un periodo di frenetica costruzione, la flotta crebbe enormemente di taglia fino a 400 navi, sul modello cartaginese. Una volta completata, poteva ospitare fino a 100 000 tra marinai e truppe imbarcate per la battaglia. La flotta, da allora in poi, diminuì in grandezza, in parte perché un Mediterraneo pacificato sotto il dominio romano non richiedeva una grande sorveglianza navale, in parte perché i Romani, in questo periodo, scelsero di far affidamento su navi fornite dalle polis greche, la cui popolazione vantava una superiore esperienza marinara.

### Dalla seconda guerra punica a Mario (218-107 a.C.)

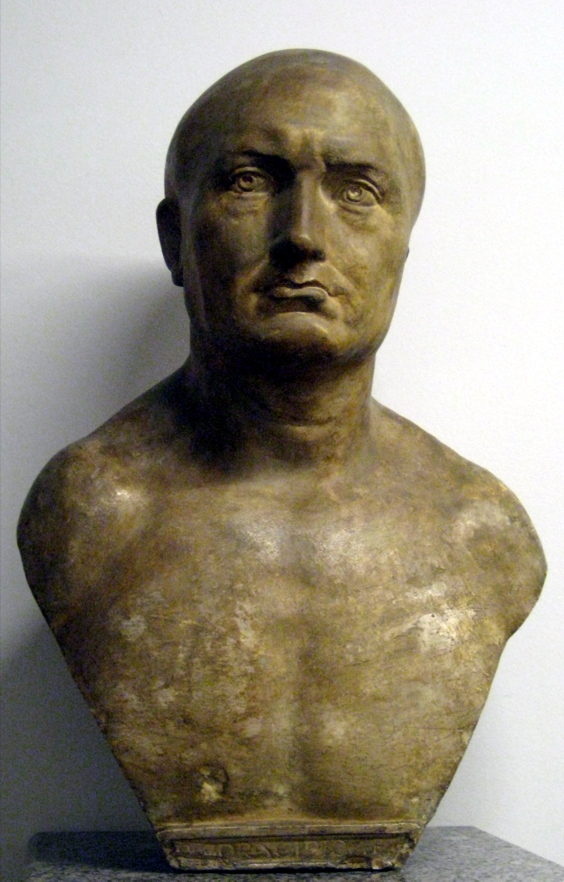
Busto di Scipione l'Africano dal Museo Puškin.

La grande capacità tattica di Annibale aveva messo in crisi l'esercito romano. Le sue manovre imprevedibili, repentine, affidate alle ali di cavalleria cartaginese e numidica, avevano distrutto numerosi eserciti romani accorrenti, anche se superiori nel numero dei loro componenti, come era avvenuto soprattutto nella battaglia di Canne. Le esigenze straordinarie poste dal nuovo nemico punico, in aggiunta a una penuria di mano d'opera militare, misero in evidenza la debolezza tattica della legione manipolare, almeno nel breve termine Nel 217 a.C., Roma fu costretta a soprassedere al consolidato principio secondo cui i suoi soldati dovevano essere sia cittadini che possidenti, così che anche gli schiavi furono forzati al servizio in marina
Scipione l'Africano, inviato nel 209-208 a.C. in Spagna Tarraconense per affrontare le armate cartaginesi, reputò necessario cominciare ad apportate delle modifiche tattiche tali da permettergli una maggiore adattabilità in ogni situazione di battaglia. Per questi motivi egli introdusse per primo la coorte, elemento intermedio tra l'intera legione ed il manipolo. Egli andava così riunendo i tre manipoli di hastati, principes e triarii per dare loro maggiore profondità, attribuendo a loro lo stesso ordine.
Si veniva così a creare un reparto più solido ed omogeneo, con gli uomini della prima fila che tornavano a dotarsi di lunghe lance da urto. Ora era importante addestrare le truppe in modo che non vi fossero problemi nel passare all'occorrenza da una disposizione di tipo manipolare ad una coortale e viceversa.
Al termine della seconda guerra punica vi fu una nuova riduzione del censo minimo richiesto per passare dalla condizione di proletarii (o capite censi) ad adsidui, ovvero per prestare il servizio militare all'interno delle cinque classi, come aveva stabilito nel VI secolo a.C., Servio Tullio. Si era, infatti, passati nel corso di tre secoli da un censo minimo di 11 000 assi ai 4 000 degli anni 214-212 a.C. (pari alle 400 dracme argentee di Polibio alla fine del III secolo a.C.) fino ai 1.500 assi riportati da Cicerone e databili agli anni 133-123 a.C., a testimonianza di una lenta e graduale proletarizzazione dell'esercito romano, alla continua ricerca di armati, in funzione delle nuove conquiste nel Mediterraneo. A questo punto, quindi, è chiaro che molti dei proletari ex nullatenenti erano stati nominalmente ammessi tra gli adsidui.
Durante il II secolo a.C., il territorio romano conobbe un generale declino demografico, in parte dovuto alle enormi perdite umane subite nel corso di varie guerre. Questo si accompagnò a forti tensioni sociali e al più grave collasso delle classi medie nelle classi censuarie inferiori o nel proletariato. Quale conseguenza, sia la società romana, sia il suo esercito, divennero sempre più proletarizzate. Roma fu costretta ad armare i propri soldati a spese dello stato, dal momento che molti di quelli che componevano le sue classi inferiori erano di fatto proletari impoveriti, troppo poveri per permettersi un proprio equipaggiamento.
La distinzione tra i tipi di fanteria pesante degli hastati, dei principes e dei triarii, iniziò a diventare più sfocata, forse perché era lo stato ad assumersi ora l'onere di fornire un equipaggiamento standard a tutti, tranne che alla prima classe di truppe, l'unica in grado di permettersi autonomamente un equipaggiamento. Al tempo di Polibio, i triarii o i loro successori rappresentavano un tipo distinto di fanteria pesante armati con un unico tipo di corazza, mentre gli hastati e i principes erano divenuti ormai indistinguibili.
In aggiunta, la carente disponibilità di manodopera militare appesantì il fardello sulle spalle degli alleati (socii), a cui toccava procurare le truppe ausiliarie. Quando, in questo periodo, alcuni alleati non erano in grado di fornire il tipo di forze richiesto, i Romani non furono contrari ad assoldare mercenari per farli combattere al fianco delle legioni.

### Riforma di Gaio Mario (107-104 a.C.)
Verso la fine del II secolo a.C. Roma si era trovata coinvolta in una guerra in Numidia dove, per la mancanza di attrattiva di qualsiasi genere, era quasi impossibile reperire nuove reclute. Da questa premessa il console di quell'anno, Gaio Mario, decise di aprire le legioni a chiunque, che fosse o meno possidente, come ci racconta Sallustio:
(Gaio Sallustio Crispo, Bellum Iugurthinum, LXXXVI.)
In un processo noto come 'riforma mariana', il console romano Gaio Mario portò avanti un programma di riforme dell'esercito romano Nel 107-104 a.C., tutti i cittadini potevano accedere all'arruolamento, indipendentemente dal benessere e dalla classe sociale. Questa mossa formalizzava e concludeva un processo, sviluppatosi per secoli, di graduale rimozione dei requisiti patrimoniali per l'accesso al servizio militare. La distinzione tra hastati, principes e triarii, che già era andata assottigliandosi, era ufficialmente rimossa, e fu creata quella che, nell'immaginario popolare, è la fanteria legionaria, che formava una forza omogenea di fanteria pesante. I suoi componenti erano reclutati da stirpi di cittadini; a questa epoca, la cittadinanza romana o latina era stata territorialmente estesa ben al di fuori dell'Italia antica e della gallia cisalpina La fanteria leggera di cittadini, come i velites e gli equites, furono sostituite dalle auxilia, le truppe ausiliarie dell'esercito romano che potevano consistere anche di mercenari stranieri A causa della concentrazione delle legioni di cittadini in una forza di fanteria pesante le armate romane dipendevano dall'affiancamento di cavalleria ausiliaria di supporto. Per necessità tattica, le legioni erano quasi sempre accompagnate da un numero eguale o superiore di truppe ausiliarie più leggere, che erano reclutate fra i non cittadini dei territori sottomessi all'Impero. Un'eccezione conosciuta, durante questo periodo, di legioni formate da province senza cittadinanza, fu la legione arruolata nella provincia di Galazia.
Il servizio attivo permanente subiva così un importante cambiamento nel 107 a.C. La Repubblica romana fu costretta ad assumersi l'onere di equipaggiare e rifornire le truppe legionarie, permettendo a tutti, compresi i nullatenenti, di arruolarsi. L'età minima per i volontari (non più costretti a prestare il servizio di leva) era ora stabilita a 17 anni, quella massima a 46. Il servizio durava invece fino ad un massimo di 16 anni. Si trattava della prima forma di un esercito di professionisti dove era abolita la coscrizione per censo, mentre i soldati veterani, che dall'esercito traevano quotidiano sostentamento (vitto e alloggio, oltre all'equipaggiamento), ottennero una pensione sotto forma di assegnazioni di terre nelle colonie e, più tardi, anche della cittadinanza romana. A loro Mario e poi i successivi comandanti concedevano anche di dividere il bottino razziato nel corso delle campagne militari.
L'organizzazione interna subiva inoltre un cambiamento fondamentale: il manipolo perse ogni funzione tattica in battaglia e fu sostituito in modo permanente dalle coorti (sull'esempio di ciò che era già stato anticipato da Scipione l'Africano un secolo prima), organizzate in numero di 10 per legione e numerate da I a X. Ogni coorte era formata da tre manipoli oppure da sei centurie, composte a loro volta da un centurione, un optio, un signifer, un cornicen (che si alternava con un tubicen nello stesso manipolo, ma dell'altra centuria) e 60 legionari, per un totale di 64 armati a centuria, ovvero 384 a coorte. La legione contava così 3.840 fanti. Furono poi eliminate le divisioni precedenti tra Hastati, Principes e Triarii, ora tutti equipaggiati con il pilum (non più l'hasta, che fino ad allora era in dotazione ai Triarii). Era, inoltre, abolita sia la cavalleria legionaria, sia i velites (ovvero la fanteria leggera), che furono però sostituiti con speciali corpi di truppe ausiliarie o alleate, a supporto e complemento della nuova unità legionaria.
Durante il consolato del 104 a.C. introdusse, infine, la possibilità per ogni legione di distinguersi dalle altre, assumendo un simbolo proprio (il toro, il cinghiale, il leone, ecc.), per creare maggior attaccamento all'unità di appartenenza e spirito di gruppo, in modo da combattere sia per la paga sia per la patria. ]. I soldati venivano, infine, sottoposti ad un addestramento che mai in precedenza si era visto. Venivano addestrati a sopportare senza lamentarsi le fatiche delle lunghe marce di avvicinamento, ad allestire accampamenti e alla costruzione di macchine da guerra, tanto da meritarsi il soprannome di muli di Mario.

## Epoca imperiale (27 a.C. - 476 d.C.)

### Alto Impero romano (31 a.C.-284)

#### Grande riforma augustea

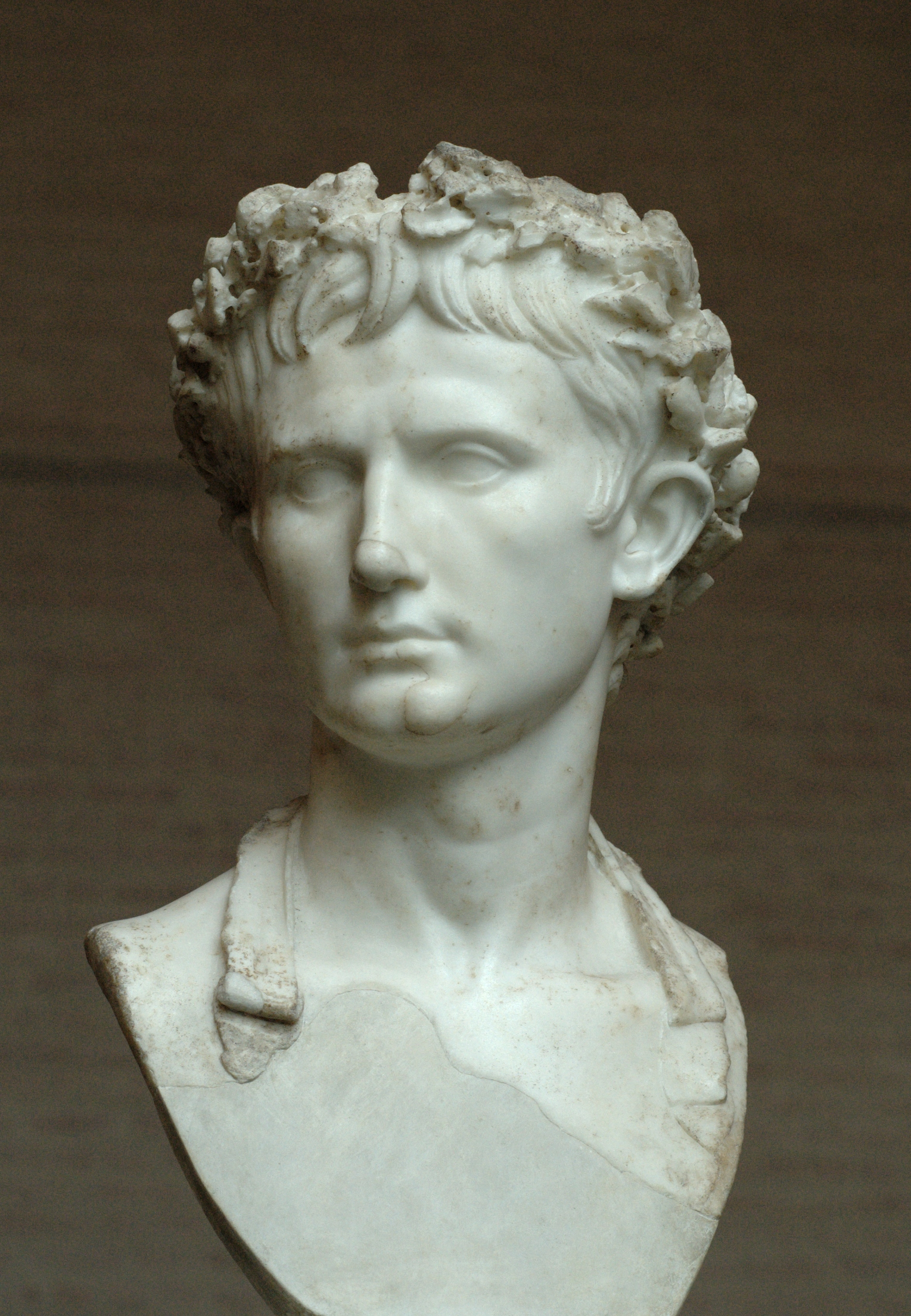
Busto di Augusto con indosso la corona civica; Monaco, Gliptoteca

Ad Augusto, primo imperatore romano, si deve la più importante riforma delle forze armate di terra (con l'introduzione di milizie specializzate per la difesa e la sicurezza dell'Urbe, come le coorti urbane, i vigiles e la guardia pretoriana) e di mare (con la formazione di nuove flotte in Italia e nelle provincie) dell'intera storia romana. Creò un esercito permanente di volontari, disposti a servire inizialmente per sedici anni (i legionari), e poi per vent'anni (dal 6); gli auxilia provinciali furono invece tratti da volontari non-cittadini, desiderosi di diventare cittadini romani al termine di una ferma militare della durata di 20-25 anni.
Istituì un cursus honorum anche per coloro che aspiravano a ricoprire i più alti incarichi nella gerarchia dell'esercito (ordine senatorio ed equestre), con l'introduzione di generali professionisti, non più comandanti inesperti mandati allo sbaraglio nelle province di confine.
Riordinò l'intero sistema di difese dei confini imperiali, acquartierando in modo permanente legioni e auxilia in fortezze e forti lungo il limes. Portò ordine nell'amministrazione finanziaria dello Stato romano, attribuendo un salario e una gratifica di congedo a tutti i soldati dell'esercito imperiale (sia ai legionari che agli ausiliari) con la creazione di un aerarium militare.
Delle legioni sopravvissute alla guerra civile, 28 rimasero dopo Azio, e 25 dopo la disfatta di Teutoburgo, oltre ad un numero crescente di auxilia. In totale vi erano circa 340 000 uomini, di cui 140 000 servivano nelle legioni. Furono formate anche le coorti pretoriane e urbane (di Roma, Cartagine, Lione e d'Italia) e dei Vigili di Roma; la flotta imperiale divisa in squadre a Ravenna, Miseno e Forum Iulii, e quelle provinciali di Siria e Egitto, e le flottiglie fluviali su Reno, Danubio e Sava.

#### Principali innovazioni e modifiche nel I e II secolo

##### Durante la dinastia giulio-claudia (14-68)
Sotto Tiberio

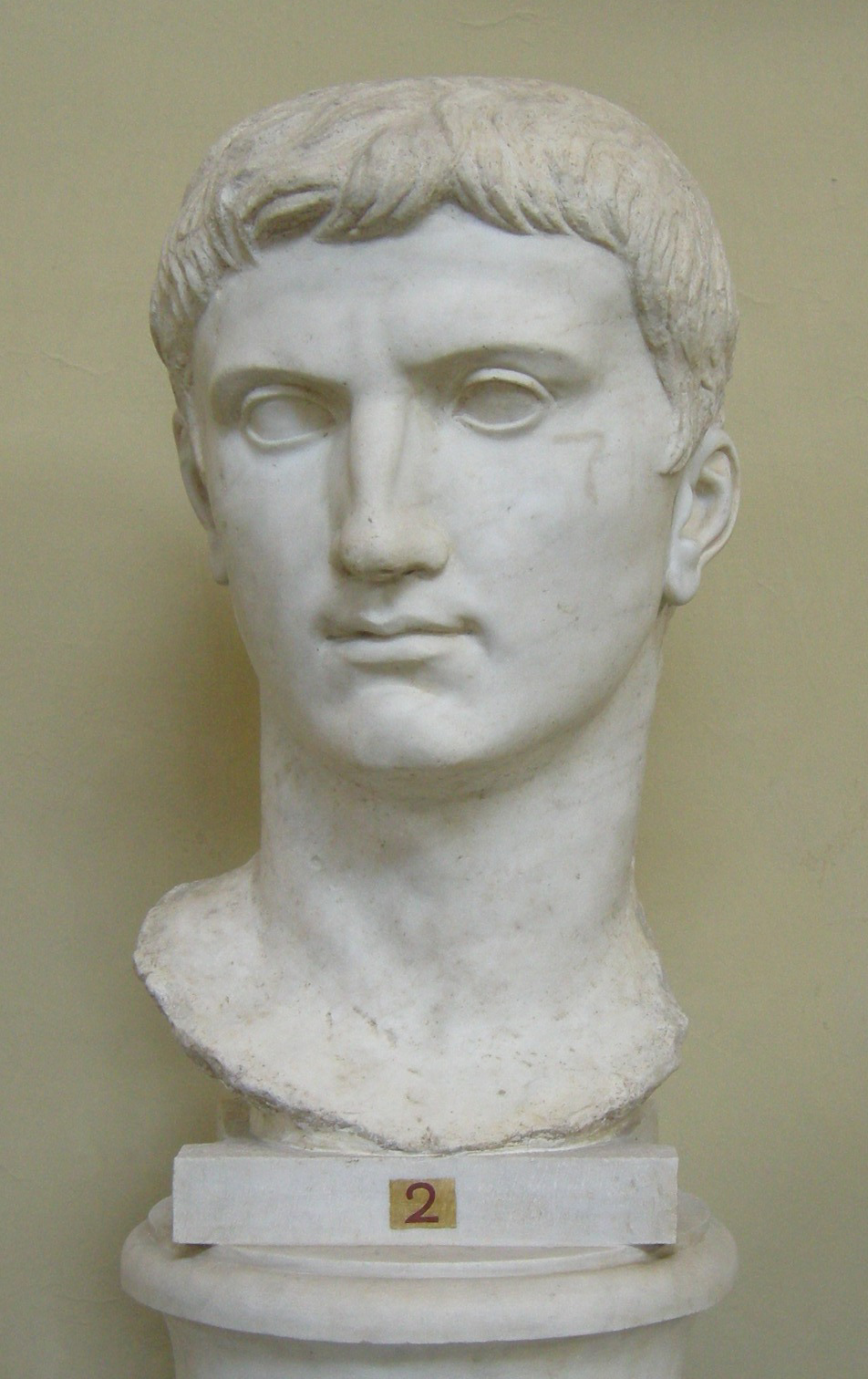
Busto di Tiberio, considerato uno dei migliori generali romani.

- nominò dal 14 al 37 un solo prefetto del pretorio per volta, designando per questa posizione di comando il tristemente noto Seiano. Insieme a quest'ultimo decise di concentrare e alloggiare le 9 coorti pretoriane e le 3 coorti urbane (20-23 ca.) nella stessa città di Roma, (nei Castra Praetoria sull'Esquilino, al di là delle mura serviane). Le dodici unità furono alloggiate in un campo di 440 x 380 metri, pari a 16,72 ha, ad ovest del quale fu approntata un'area per le esercitazioni.
- concesse nel 24 la cittadinanza romana alle coorti di vigili di Roma che avessero svolto almeno sei anni di servizio, in seguito ridotto a soli tre anni;
- dispose che l'acquartieramento delle legioni lungo il limes acquisisse le caratteristiche di una maggiore permanenza e stabilità, tanto che i terrapieni, rinforzati con una palizzata in legno, diventassero sempre più massicci, mentre gli alloggiamenti più confortevoli, mentre in rari casi sembra che alcuni accampamenti legionari siano stati costruiti in pietra (come ad Argentoratae e Vindonissa);
- sul finire del suo principato, la classica armatura a “maglia di ferro” (lorica hamata) del legionario fu sostituita con quella della lorica segmentata, ben rappresentata sulla colonna traiana;

Sotto Caligola
- creò nel 39, due nuove legioni, per una campagna in Germania Magna, sulle orme di suo padre Germanico e di suo nonno Druso maggiore: XV Primigenia e la XXII Primigenia;
- al fine di ingraziarsi i pretoriani, aumentò il numero delle loro coorti da 9 a 12.

Sotto Claudio
- riorganizzò la carriera degli ufficiali di rango equestre (il cursus honorum), rimasta poi invariata fino alla metà del III secolo d.C., a partire dalla prefettura in una coorte quingenaria, cui seguiva il tribunato angusticlavio e la prefettura d'Ala, per poi aspirare da parte della maggior parte dei cavalieri, ad incarichi più elevati nelle procure e nelle altre prefetture civili e militari;
- aumentò le coorti urbane (tra il 41 ed il 47) da 3 a 6, fino a raggiungere il numero di 7 alla fine del suo stesso principato, posizionandone una a Pozzuoli (la XV) un'altra ad Ostia (la XVII), i due grandi porti attraverso i quali passavano la maggior parte delle merci destinate a Roma, una a Lugdunum (la XIII) ed infine un'altra a Cartagine;
- istituì la nuova classis Britannica (vedi conquista della Britannia), migliorando anche l'organizzazione dell'intera marina militare romana. Aumentò infatti il numero di cittadini liberi e provinciali impiegati fra i marinai, al contrario di quanto fosse accaduto all'epoca di Augusto, dove la maggioranza era costituita da schiavi e/o liberti. La flotta divenne ora parte degli auxilia regolari, dove i marinai ricevevano la cittadinanza al momento del congedo (honesta missio), dopo ventidue anni di servizio, mentre ai loro figli era consentito di prestare servizio nelle legioni.

Sotto Nerone
- creò una nuova legione nel 66-67, composta da italici tutti di statura molto elevata, a cui venne dato il nome di I Italica, e che lo stesso Nerone ribattezzò “falange di Alessandro Magno”, circostanza che denotò le grandiose idee che si celavano nella sua mente. L'obiettivo della campagna militare consisteva nell'occupare le cosiddette “porte del Caspio” (passo di Darial), sottomettendo il popolo degli Albani e forse degli stessi sarmati Alani più a nord.
- creò, infine, una nuova flotta nel Pontus Euxinus (oggi Mar Nero), la Classis Pontica, utilizzando anche navi appartenute al precedente regno di Tracia, annesso nel 46 da Claudio.

##### Durante la dinastia dei Flavi (69-96)
Negli anni della guerra civile
- Galba portò a termine l'arruolamento delle legioni I Adiutrix (i cui effettivi erano costituiti da uomini che avevano prestato servizio nelle flotte italiche di Miseno e Ravenna) e VII Gemina.
- La speciale "guardia del corpo" voluta da Augusto (in numero compreso tra i 100 ed i 500 armati), reclutati tra le popolazioni germaniche dei Batavi (Germani corporis custodes), fu sciolta da Galba.
- il numero delle coorti pretorie di Roma fu portato a 16 nel 69, da Vitellio, il quale sembra ne accrebbe anche il numero degli effettivi per singola unità (passando da 500 a 1 000), pur riducendo a 4 le coorti urbane dalle 7 dei tempi di Claudio.

Sotto Vespasiano

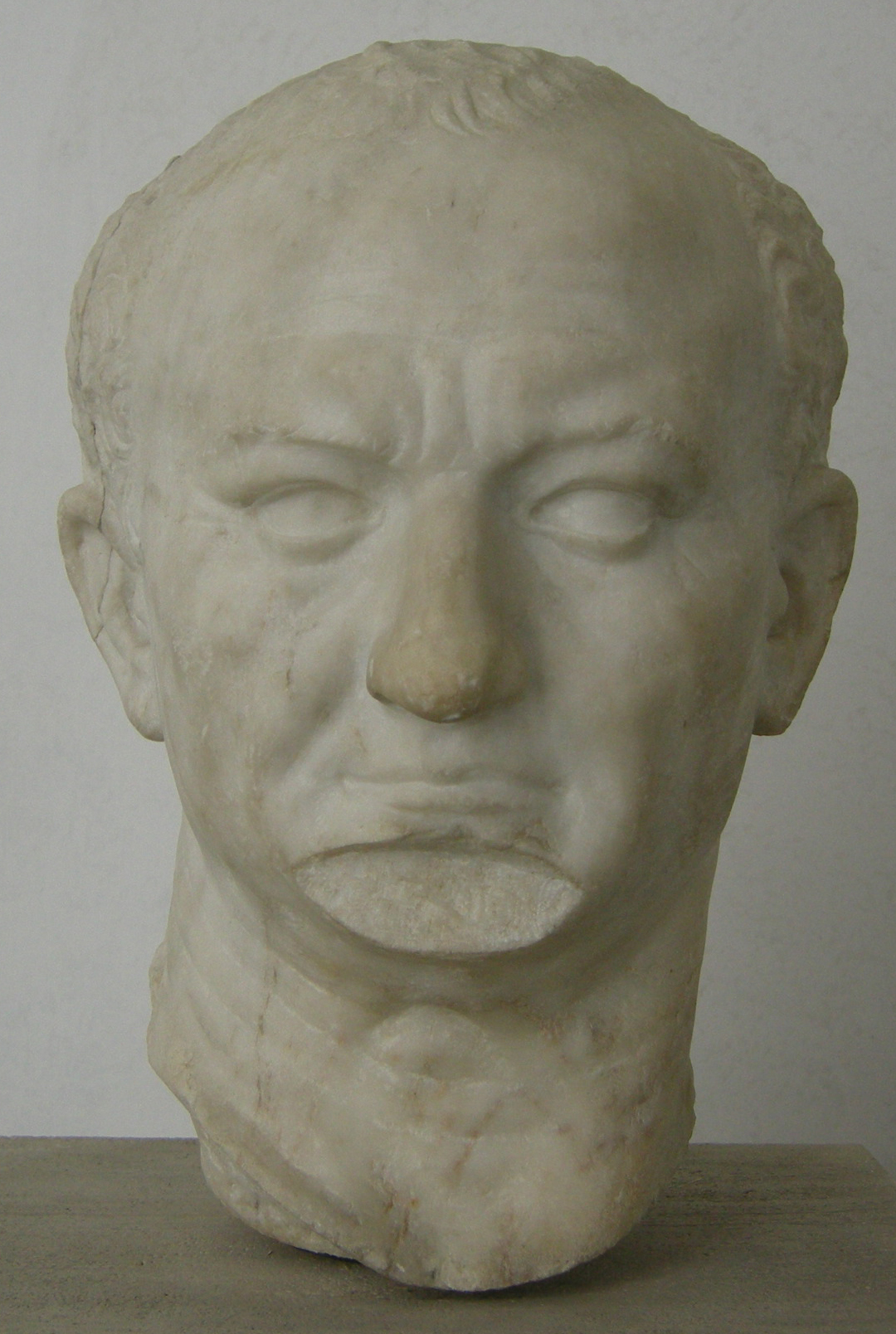
Ritratto dell'imperatore Vespasiano, che fu, prima di tutto, un abilissimo generale.

- il primo compito del nuovo imperatore fu di ripristinare l'antica disciplina militare, ma soprattutto quello di evitare che l'eccessivo lealismo/devozione delle legioni ai propri comandanti potesse generare una nuova guerra civile. La caduta di Nerone era seguita da una lotta che aveva, non solo portato distruzione nella penisola italica e dissanguato le casse dello stato, ma aveva coinvolto numerosi eserciti (da quello renano, a quello danubiano ed orientale). Fu necessario porre rimedio a ciò attraverso una nuova serie di riforme, che completasse quanto era già stato fatto durante la dinastia giulio-claudia:
- al termine della guerra civile e della rivolta dei Batavi, sciolse ben quattro legioni che avevano trascinato nel fango le proprie insegne macchiandosi di disonore (I Germanica, IV Macedonica, XV Primigenia e XVI Gallica) e ne riformò tre nuove (II Adiutrix Pia Fidelis, IV Flavia Felix, e XVI Flavia Firma) dando la possibilità ad alcuni di fare pubblica ammenda;
- avendo trovato le casse dell'aerarium militare pressoché vuote, mise in atto tutta una serie di azioni per ripristinare la precedente situazione finanziaria alla guerra civile;
- data inoltre la crescente scarsità di reclute (cosa che da tempo rappresentava un problema insanabile) decise di aumentare l'impiego di truppe ausiliarie provinciali (raddoppiando in molte unità il numero degli effettivi, passando da 500 a 1 000 armati, ovvero trasformandole da quingenarie a milliarie), facendo in modo che le generazioni future avessero un numero maggiore di potenziali cittadini romani da arruolare nelle legioni. Di contro si andavano ad alterare la proporizioni tra l'elemento italico e quello provinciale, pur non producendo mutamenti sostanziali nel valore militare complessivo.
- al fine di aumentare la capacità difensiva dei confini imperiali per tutta la loro lunghezza (oltre 9500 km terrestri), dispose di ricostruire numerose fortezze legionarie in pietra ed in posizioni strategicamente migliori, in modo da non trascurare la sicurezza delle legioni ivi acquartierate;
- non trascurò il fatto che le truppe di confine, quando rimanevano inattive per troppo tempo, in un ambiente ospitale (soprattutto in Oriente), perdevano la loro capacità di combattere. Queste truppe, non avendo infatti una prospettiva immediata di guerra o di bottino, rischiavano di perdere la proverbiale disciplina e deteriorarsi. Solo un allenamento costante poteva preservare le capacità di combattimento, anche in tempo di pace, ben sapendo che dai primi accampamenti "rurali" (circondati dalle sole campagne) si era ormai passati a fortezze che andavano sempre più acquisendo una tipica atmosfera urbana (canabae);
- tornò all'ordinamento augusteo, riducendo le coorti pretoriane a 9, e ancora una volta quingenarie, le quali furono aumentate poi dal figlio Domiziano fino a 10.
- la riforma della prima coorte, che secondo alcuni potrebbe essere avvenuta all'epoca di Augusto, forse si colloca al tempo dei Flavi e più precisamente attorno al 70. Si trattava di una coorte milliare, vale a dire di dimensioni doppie rispetto alle altre nove coorti (dalla II alla X, formate ciascuna da 6 centurie = 3 manipoli), con 5 manipoli di 160 armati ciascuno (pari a 800 legionari), a cui era affidata l'aquila della legione. Primo esempio di costruzioni che ospitassero una coorte di queste dimensioni lo troviamo nella fortezza legionaria di Inchtuthill in Scozia.

Sotto Domiziano
- veniva creata una nuova legione in vista delle campagne in Germania, nella regione degli agri decumates: la I Minervia.
- vietò che si facessero accampare due legioni assieme e che un soldato depositasse presso le insegne della legione più di 1000 sesterzi, perché la consistenza del deposito delle legioni aveva rassicurato Lucio Antonio Saturnino nell'ordire la sua rivolta contro di lui.
- aggiunse alla paga dei soldati tre aurei a testa annuali.

##### Da Traiano a Commodo (98-192)
Sotto Traiano

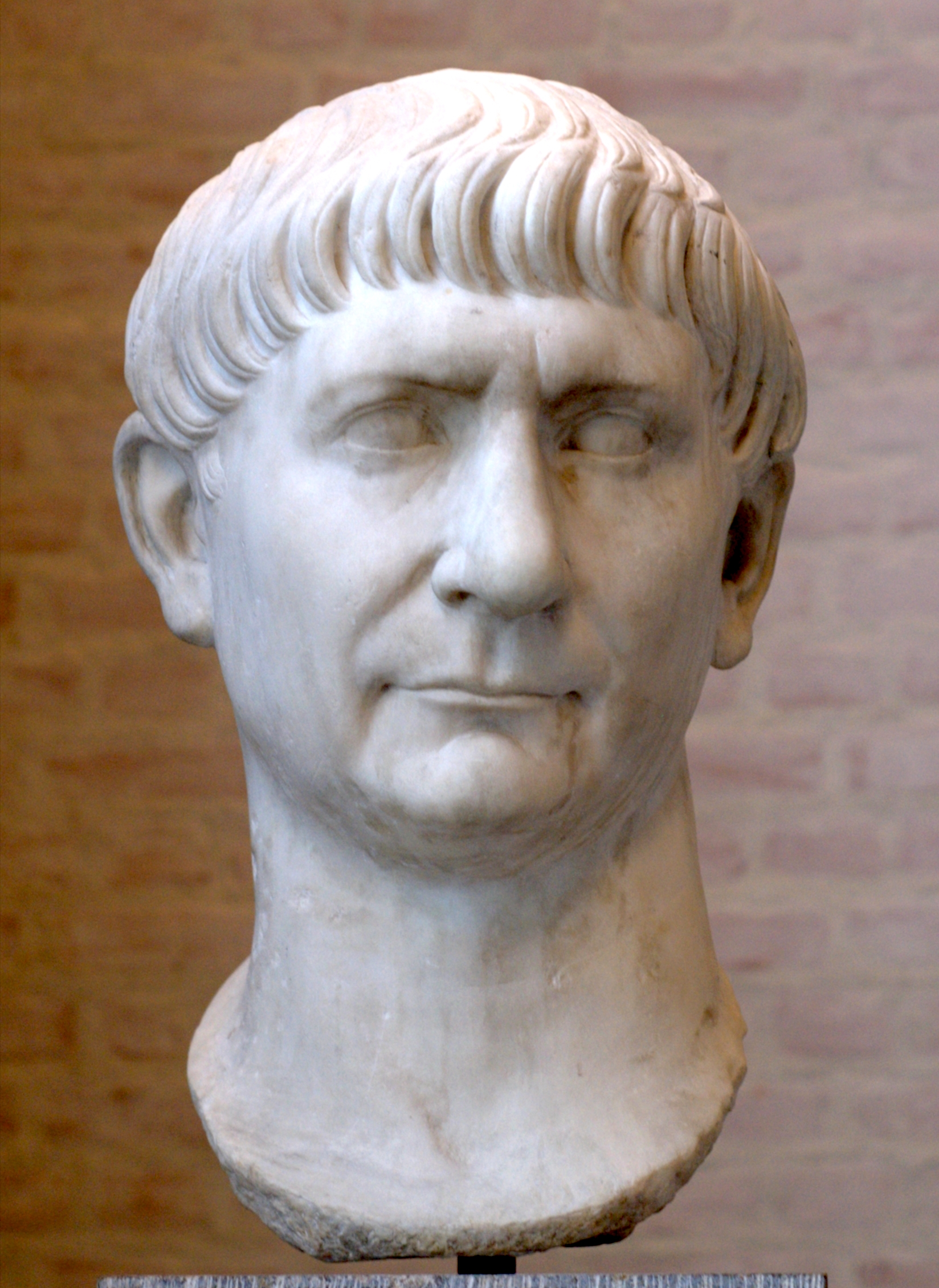
Busto di Traiano, l'Optimus Princeps, conquistatore di Dacia e Parthia.

- fu introdotto l'uso del contus per le unità di cavalleria ausiliaria, anche costituendo un reparto di cavalieri su dromedari e arruolando nella cavalleria romana reparti di Daci;
- fu forse abolita la cavalleria legionaria;
- La speciale "guardia del corpo" voluta da Augusto e poi sciolta da Galba, reclutata tra le popolazioni germaniche dei Batavi (corporis custodes), fu ricostituita da Traiano, questa volta organizzata in turmae, comandate da decurioni, il cui primo ufficiale era un tribunus militum.
- È forse a questo imperatore o alla precedente dinastia dei Flavi che si deve l'istituzione degli Equites singulares Augusti, in numero di 1 000 cavalieri (o forse 500). Erano comandati da decuriones, a loro volta sottoposti ad un tribunus militum in qualità di comandante in capo, che rispondeva poi al prefetto del pretorio. Furono infine alloggiati, prima in un campo sul Celio, poi nei pressi del Laterano.
- formò due nuove legioni, la prima in vista della conquista della Dacia (la XXX Ulpia Victrix, il cui numerale indicava che in quel momento vi erano esattamente 30 unità legionarie), la seconda prima delle campagne partiche (la II Traiana Fortis).

Sotto Adriano
- Quest'ultimo istituì i primi numeri (reparti di ausiliari che conservavano i propri usi e caratteristiche militari, spesso forniti dagli "Stati Clienti");
- fece fortificare il limes in Britannia con la costruzione del vallo di Adriano, un muro in pietra dotato di fossato antistante e tutta una serie di forti e fortini ausiliari;
- Istituì una nuova flotta, questa volta in Siria, la Classis Syriaca.

Sotto Antonino Pio
venne disposta la costruzione di un nuovo vallo in Britannia, più a nord del precedente vallo di Adriano. Era lungo 59 km e posto tra gli estuari dei fiumi Bodotria-Forth e del Clota-Clyde. Attuò poi la definitiva sistemazione del limes germanico-retico, ora munendolo di un muro, torri di controllo e forti per le unità ausiliarie, regolando poi alcuni conflitti con Germani e Daci liberi. Il suo regno rappresentò più che altro un rafforzamento di tutti i confini imperiali, tralasciando però ciò che il futuro avrebbe riservato poi, dopo la sua morte (nel 161), con le guerre sia in Oriente (161-166), sia in Occidente.
- È certo che la sua inerzia nel rifiutare soluzioni militari offensive, ad Oriente contro i Parti e ad Occidente contro Germani e Sarmati, a sud contro i Mauri, causarono al suo successore, Marco Aurelio, un ventennio di grandissima crisi. Secondo due recenti studi (Spaul 2000 e Holder 2003), durante il principato di Antonino Pio, il numero delle truppe ausiliarie totali dell'Impero romano ammontavano a circa 200 000 unità. Ci sono infatti alcune discrepanze nelle loro analisi:

| Autore              | N. Alae | N. Cohortes | N. totale unità | Totale cavalieri | Totale fanti | Totale effettivi |
| ------------------- | ------- | ----------- | --------------- | ---------------- | ------------ | ---------------- |
| J. Spaul (2000)     | 80      | 247         | 327             | 56 160           | 124 640      | 180 800          |
| P. A. Holder (2003) | 88      | 279         | 367             | 74 624           | 143 200      | 217 624          |

Le forze in campo escludono gli ufficiali (centurioni e decurioni), che rappresentano una forza di circa 3 500 uomini in totale.
La differenza di 40 unità e circa 40 000 effettivi è dovuta principalmente a:
1. Spaul interpreta alcune unità aventi lo stesso nome e numero, seppure attestate in province differenti nello stesso periodo, come la medesima unità, in un atteggiamento estremamente cauto ed ipotizzando si spostino con una certa frequenza; al contrario Holder le considera unità totalmente differenti e quindi sommabili nel computo complessivo.
2. Spaul accetta come coorti equitate solo quelle esplicitamente citate, in un numero complessivo inferiore rispetto a Holder.

Sotto Marco Aurelio

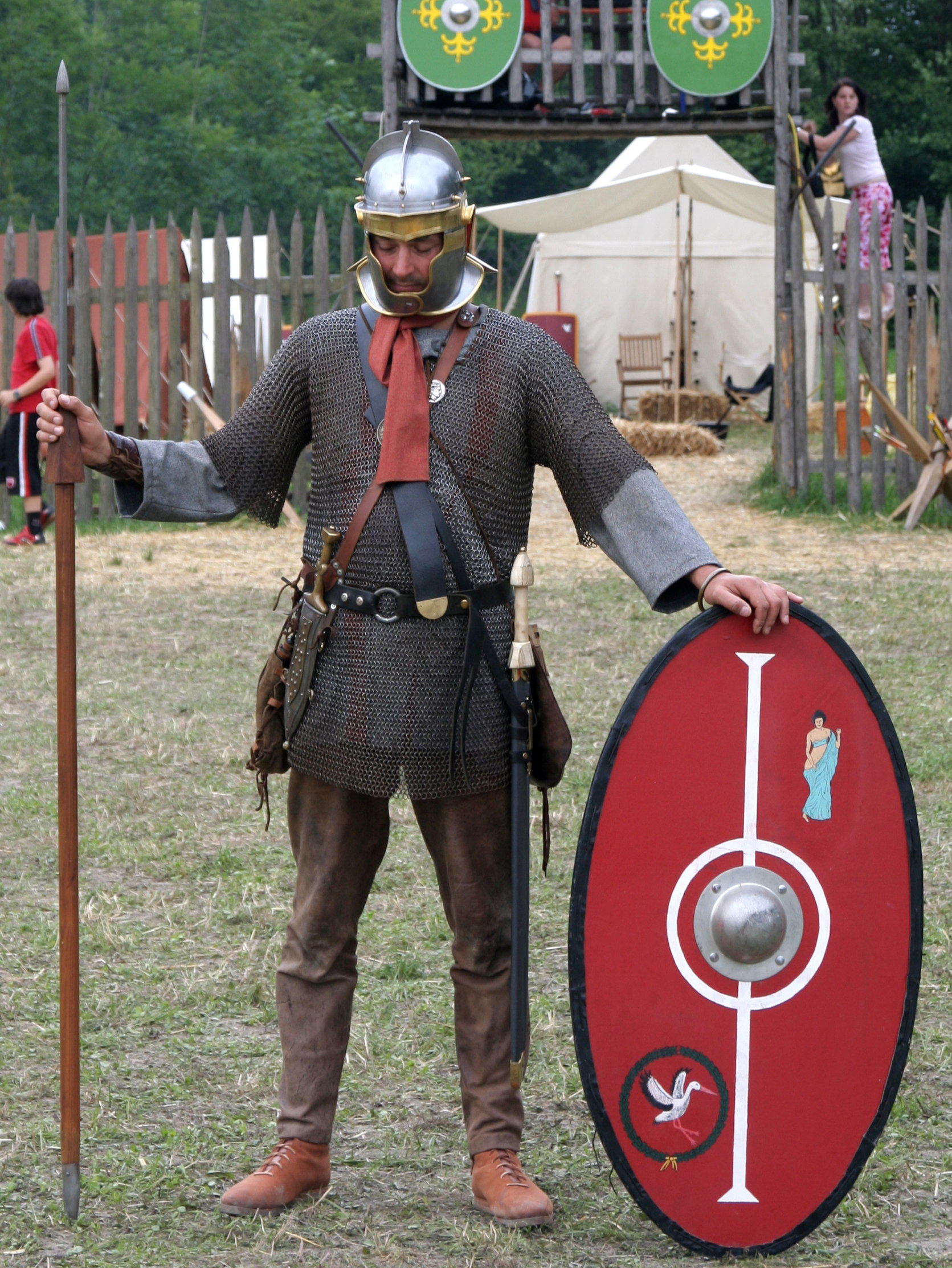
Ricostruzione dell'abbigliamento e della panoplia di un soldato romano nelle province settentrionali, seconda metà del II secolo

- Tra il 163 ed il 166 Lucio Vero fu costretto dal fratello, Marco Aurelio a condurre una nuova campagna in Oriente contro i Parti, che l'anno precedente avevano attaccato i territori romani di Cappadocia e Siria e avevano distrutto un'intera legione (la IX Hispana). Il nuovo imperatore lasciò che fossero i suoi stessi generali ad occuparsene, tra cui lo stesso Gaio Avidio Cassio (che riuscì ad usurpare il trono imperiale, anche se solo per pochi mesi, dieci anni più tardi nel 175). Le armate romane, come cinquant'anni prima quelle di Traiano, riuscirono anche questa volta ad occupare i territori fino alla capitale dei Parti, Ctesifonte. La peste scoppiata durante l'ultimo anno di campagna, nel 166, costrinse i Romani a ritirarsi da parte dei territori appena conquistati, portando questa terribile malattia all'interno dei suoi stessi confini, e flagellandone la sua popolazione per oltre un ventennio. Sembra, infatti, che queste campagne abbiano portato all'occupazione permanente dei territori ad est dell'Eufrate e la creazione delle province di Mesopotamia e Armenia da parte dei Romani, difesa anche in fasi successive durante l'intero III secolo (da Settimio Severo a Diocleziano-Galerio).
- Appena terminata questa fase offensiva in Oriente, l'impero romano dovette affrontare una crisi ben più grave in Occidente. L'imperatore Marco Aurelio e suo figlio Commodo, furono costretti a combattere contro le popolazioni germaniche e sarmatiche a nord del Danubio dal 166/167 al 188. È probabile che Marco Aurelio avesse in progetto fin dagli inizi del suo regno l'occupazione permanente dei territori a nord del medio danubio. Non a caso formò attorno al 165-166 due nuove legioni: si trattava della II e III Italica. E se alla fine sia le popolazioni germaniche, sia quelle sarmatiche furono battute, dopo la morte dell'imperatore filosofo, il figlio Commodo disattese alle aspettative paterne e rinunciò a dare loro il colpo di grazia, evitando di fare di questi territori due nuove province a nord del medio corso del Danubio: la Marcomannia e la Sarmatia.
- Notevole fu l'utilizzo di vexillationes legionarie soprattutto durante le guerre marcomanniche, al fine di comporre un esercito di invasione e poi di occupazione della neo-provincia di Marcomannia, come testimoniano numerose iscrizioni, tra cui quella rinvenuta a Leugaricio, delle legioni I Adiutrix e II Adiutrix.
- Sappiamo che alla morte di Marco Aurelio c'erano 30 legioni, così come è evidenziato qui sotto nella tabella riassuntiva sulla loro dislocazione (nel 180):

Sotto Commodo
- Nonostante tutti i difetti che gli sono stati attribuiti, Commodo seppe condurre una politica militare efficace, senza dubbio in parte grazie alle personalità di cui si circondò: furono apprestate postazioni di osservazione (burgi) e insediate guarnigioni (praesidia) dal Danubio fino all'Aures; l'intera frontiera, infatti, soprattutto renana e danubiana fu rafforzata con nuove postazioni o costruzioni fortificate; ciò avvenne anche in Britannia, in Mauretania e Numidia. Le strade militari di questi settori furono riparate con grande cura.

##### Sotto i Severi (193-235)
Sotto Settimio Severo

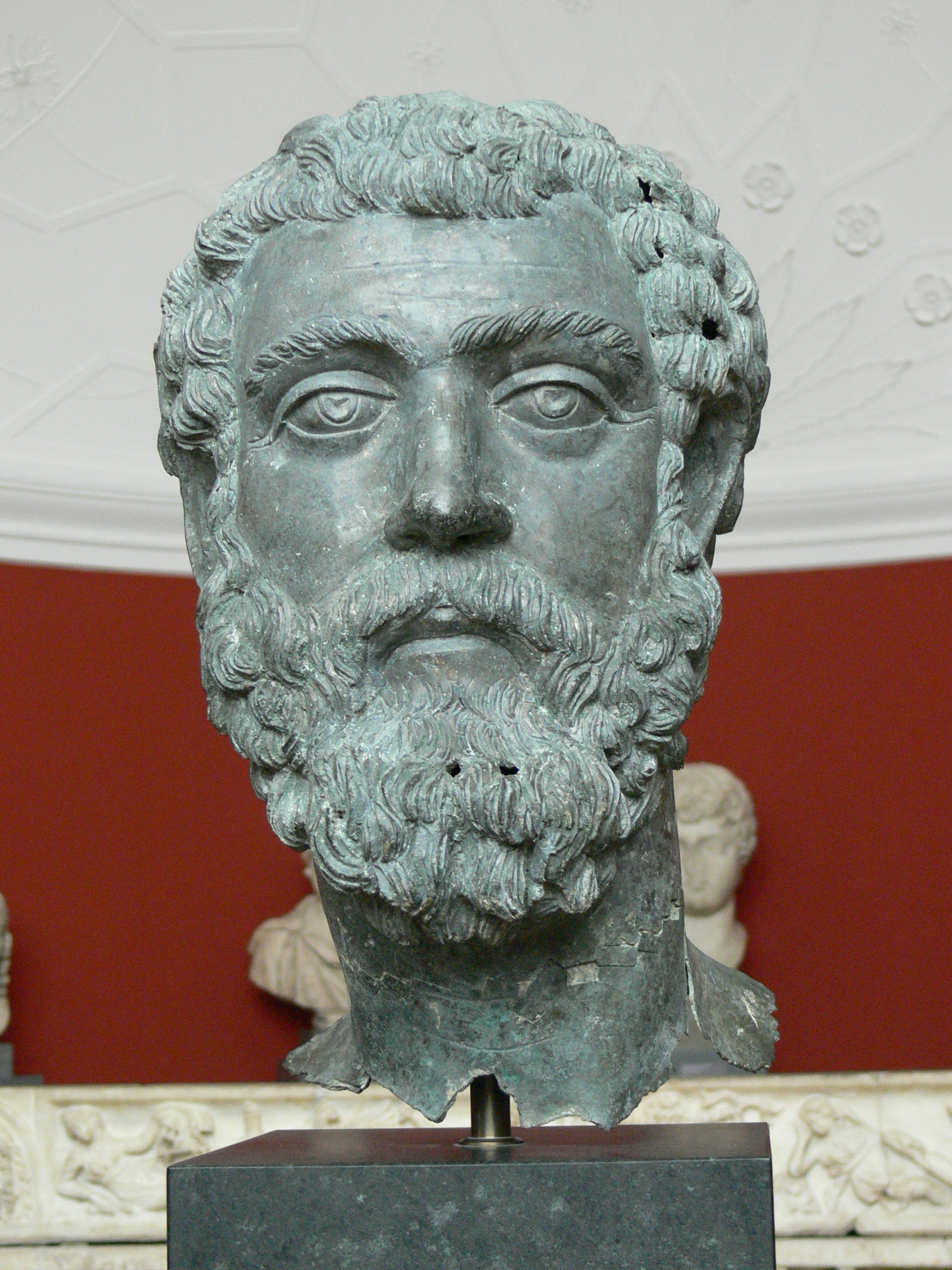
Busto di Settimio Severo fondatore della dinastia severiana.

- venne aumentato il numero delle legioni romane a 33, con la costituzione di ben tre unità, in vista delle campagne partiche: la legio I, II e III Parthica. L'esercito ora poteva contare su 400 000 armati complessivamente. Un numero comunque esiguo se si pensa che dovevano presidiare circa 9 000 chilometri di confine, controllare e difendere i 70 milioni di abitanti dell'Impero.
- favorì la nomina di comandanti dell'ordine equestre nelle legioni di sua fondazione (I, II e III Phartica), ponendo a capo delle stesse non un legatus legionis, bensì un praefectus legionis, cominciando quel lento processo che culminerà con Gallieno nell'abolizione delle cariche senatoria nell'esercito romano (a questo aspetto va aggiunta la naturale ostilità di Severo verso il senato). Non a caso troviamo un altro praefectus legionis in Britannia al tempo delle campagne dello stesso Severo.
- Venne costituita per la prima volta una "riserva strategica" in prossimità di Roma di quasi 30 000 armati:

- nei Castra Albana, fu alloggiata un'intera legione, la II Parthica;
- il numero degli effettivi della guardia pretoriana venne aumentato da 5 000 a 10 000;
- fu triplicato il numero di armati delle coorti urbane, passando da 2 000 a 6 000;
- a cui si devono sommare i 3 500 Vigiles e ai 1 000 equites singulares.

- favorì i legionari in vari modi, aumentando loro la paga e riconoscendo loro il diritto di sposarsi durante il servizio, oltre ad abitare con la propria famiglia fuori del campo (canabae). Tale riforma comportò una "regionalizzazione" delle legioni, che in questo modo si legarono non solo al loro comandante, ma anche a un territorio ben preciso.
- Secondo Erodiano le truppe che stazionarono in Roma (o nelle sue vicinanze, come i castra Albana) furono quadruplicate, o almeno triplicate se consideriamo che: gli effettivi delle coorti pretorie furono raddoppiati da Settimio Severo, fino a 1 000 armati ciascuna (milliarie), per un totale di 10 000 armati, ora sostituiti con soldati scelti delle legioni pannoniche, per punire coloro che si erano in precedenza schierati contro di lui durante la guerra civile; quelli delle coorti urbane, furono probabilmente portati fino a 1 500 (per un totale di 6 000 armati); a questi si sommavano poi i 3 500 armati dei Vigiles, i 1 000 equites singulares e i 5 500/6 000 della legio II Parthica, per un totale complessivo di 30 000 armati, contro i 10 500 dell'epoca augustea.
- Questo imperatore pose il comando degli Equites singulares Augusti non più alle dipendenze di un tribunus militum ma di due.

Sotto Caracalla
- Fu concesso un ulteriore aumento del soldo del 50% circa ai legionari, per un ammontare totale di 675 denari annui.
- Con la Constitutio antoniniana questo imperatore concesse la cittadinanza a tutti gli abitanti dell'impero ad eccezione dei dediticii. L'obiettivo era quello di aumentare il gettito dei tributi nelle casse dell'erario, al fine di tentare di far fronte ai crescenti costi degli stipendi dei militari, necessari per il mantenimento delle frontiere.

Sotto Alessandro Severo
- A questo regno risalirebbero alcune importanti modifiche tattiche dell'esercito, come il ritorno allo schieramento falangitico di più legioni contemporaneamente, fino a costituire una massa d'urto di 6 legioni complessive (per un totale di 30 000 armati), fianco a fianco, senza alcun intervallo tra loro.
- Aumentò il ricorso sempre più frequente ad unità ausiliarie di arcieri e di cavalieri, questi ultimi soprattutto corazzati (i cosiddetti catafrattari, clibanarii), reclutati in Oriente ed in Mauretania.
- Un crescente utilizzo presso tutte le fortezze del limes di nuovi modelli di catapulte (ballistae, onagri e scorpiones), al fine di tenere impegnato il nemico fino all'accorrere delle "riserve strategiche" (concetto iniziato con Settimio Severo ed in seguito riproposto e sviluppato da Gallieno, Diocleziano e Costantino I).

#### Crisi del III secolo
Sotto Massimino il Trace

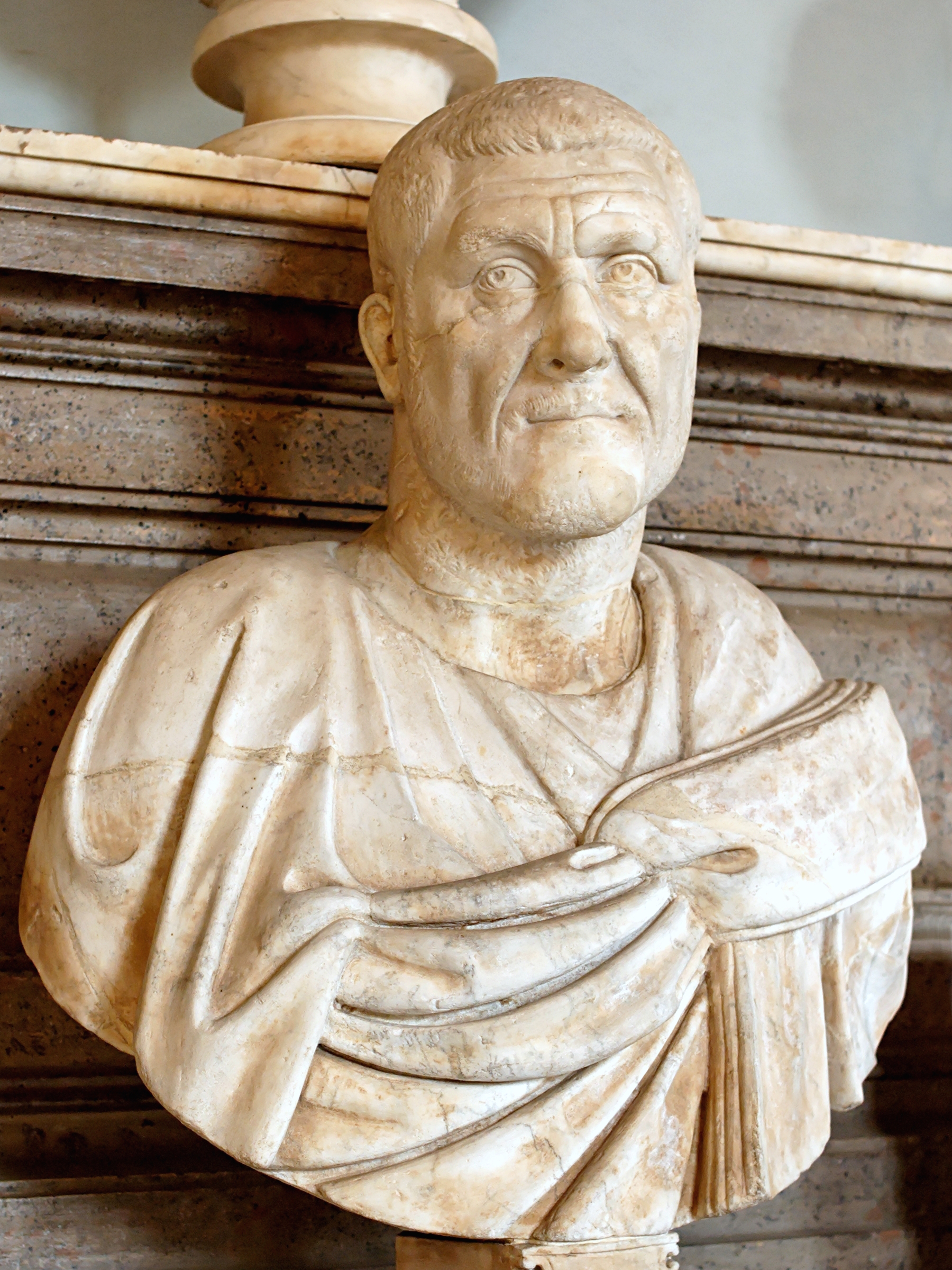
L'imperatore Massimino il Trace iniziò il turbolento periodo dell'anarchia militare, che terminò solo con Diocleziano cinquant'anni dopo.

- iniziò la barbarizzazione dell'esercito romano, essendo lo stesso Imperatore nato senza la cittadinanza romana.
- aumentò l'importanza della cavalleria di origine germanica e di quella catafratta di origine sarmata, arruolata dopo aver battuto queste popolazioni durante le guerre del 235-238. Massimino iniziò, del resto, la sua carriera militare sotto Settimio Severo, arruolandosi in una reparto di cavalleria ausiliaria. L'importanza della cavalleria andava così delineandosi a partire da questo imperatore, ancor prima della vera e propria riforma operata da Gallieno. L'aumento degli effettivi della cavalleria, non solo andava ad accentuare la caratteristica di maggior mobilità dell'esercito romano, costituendone una nuova "riserva strategica" interna (insieme alla legio II Parthica, formata in precedenza da Settimio Severo), ma anche quella di tradursi in un esercito meno di "confine o sbarramento" che ne aveva caratterizzato il periodo precedente fin dai tempi di Adriano.

Sotto Gordiano III
- questo imperatore, che aveva deciso di condurre una campagna militare contro il re dei Sasanidi, Sapore I (nel 243), per riprendersi i territori perduti pochi anni prima, portò tra le file del suo esercito, anche un discreto numero di gentiles (volontari mercenari o foederati che provenivano da fuori dei confini imperiali), del popolo dei Goti e dei Germani del fronte renano.

Sotto Filippo l'Arabo
- Questo imperatore licenziò i mercenari, preferendo pagare 500 000 denari ai Sasanidi, piuttosto che continuare la campagna contro gli stessi, e generando tra i federati un diffuso malcontento per la sospensione del pagamento abituale del tributo. Cominciò così una crescente ostilità da parte dei Goti nei confronti dell'impero per oltre un ventennio.

##### Riforma di Gallieno
Resosi conto dell'impossibilità di proteggere contemporaneamente tutte le province dell'impero con una statica linea di uomini posizionati a ridosso della frontiera, Gallieno sviluppò una pratica che era iniziata verso la fine del II secolo sotto Settimio Severo (con il posizionamento di una legione, la legio II Parthica, a pochi chilometri da Roma), ovvero posizionando una riserva strategica di soldati ben addestrati pronti ad intervenire, dove serviva nel minor tempo possibile (contingenti di cavalleria a Mediolanum, Sirmio, Poetovio e Lychnidos).

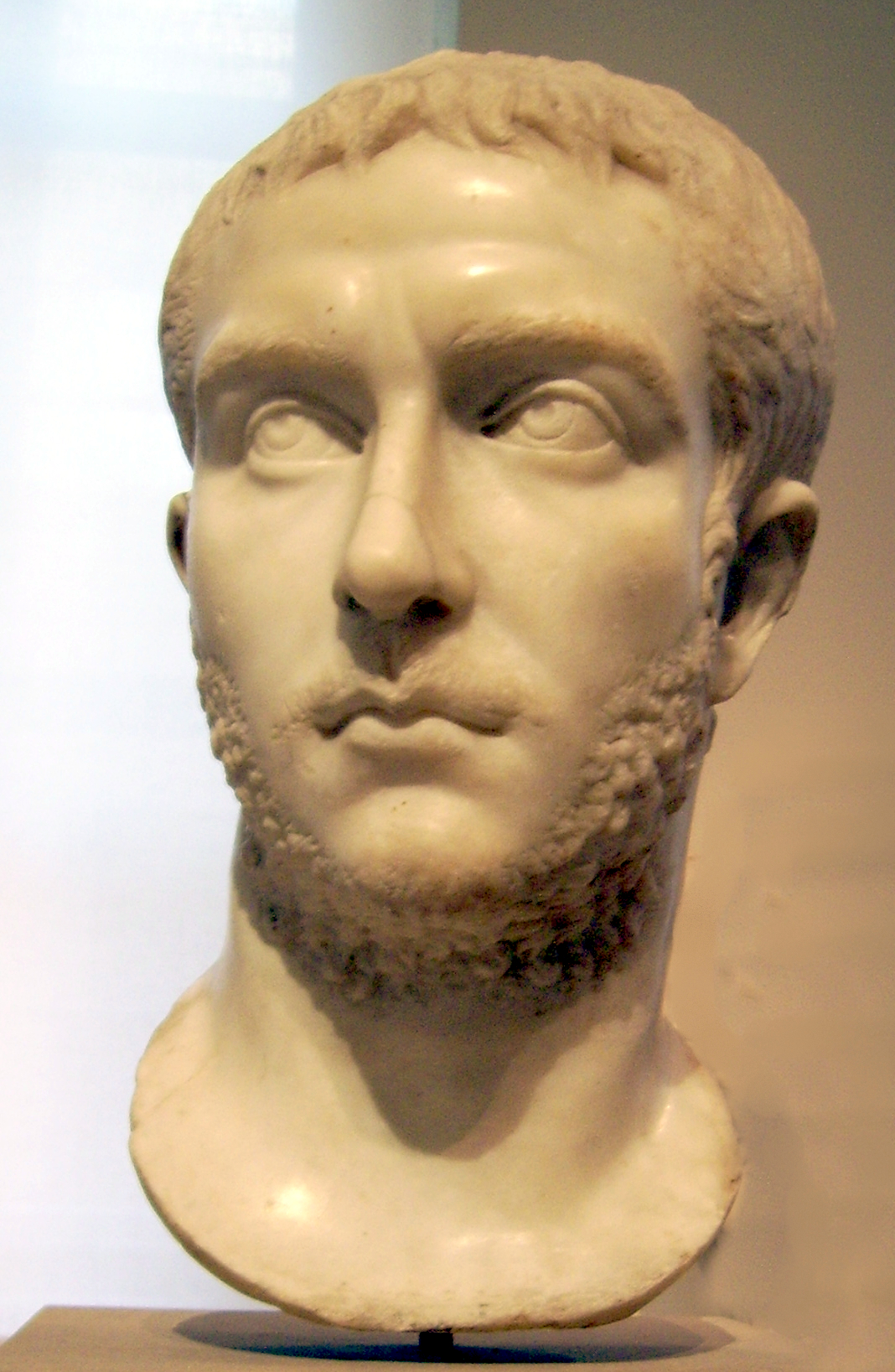
L'imperatore Gallieno che regnò per quindici anni, prima con il padre Valeriano poi da solo, mise in atto la prima vera riforma dell'esercito romano dai tempi di Augusto.

In accordo con queste considerazioni, Gallieno attorno agli anni 264-268, o forse poco prima, costituì questa riserva strategica centrale (che sarà alla base della futura riforma dell'esercito di Diocleziano), formata prevalentemente da unità di cavalleria pesante dotate di armatura (i cosiddetti promoti, tra cui spiccavano gli equites Dalmatae, gli equites Mauri et Osroeni), poiché queste percorrevano distanze maggiori in minor tempo della fanteria legionaria o ausiliaria. Ed ogni volta che i barbari sfondavano il limes romano e s'inoltravano nelle province interne, la "riserva strategica" poteva così intervenire con forza dirompente. La base principale scelta da Gallieno per la nuova armata fu posta a Milano, punto strategico equidistante da Roma e dalle vicine frontiere settentrionali della Rezia e del Norico. Si trattava di un'iniziativa resasi necessaria anche a causa della perdita degli Agri decumates tra il Reno ed il Danubio, che aveva portato i vicini Germani a trovarsi più vicini alla penisola italica, centro del potere imperiale.
I generali che comandavano questa forza, quindi, avevano nelle loro mani un potere incredibile e non è un caso che futuri augusti come Claudio II il Gotico o Aureliano ricoprissero questo incarico prima di diventare imperatori.
La predisposizione per la cavalleria riguardava non solo le forze ausiliarie ed i numeri, ma anche le legioni stesse, dove il numero di cavalieri passò da 120 a 726 per legione.
Con la riforma di Gallieno, inoltre, si completava il passaggio di responsabilità militari dall'ordine senatorio a quello equestre. Se in passato, infatti, i comandanti delle legioni (legatus legionis) provenivano in buona parte dal Senato, e solo pochi erano cavalieri, come quelli che comandavano le legioni egiziane, mesopotamiche (come la I e III Parthica) o del castrum italico presso i colli Albani (Legio II Parthica), grazie a Gallieno provenivano tutti dalla sola classe equestre (praefectus legionis). Gallieno non fece altro che formalizzare una pratica, iniziata sotto Augusto e andata consolidandosi a partire da Settimio Severo, che toglieva progressivamente l'esperienza militare ai senatori. Ciò potrebbe essere spiegato anche con il fatto che gli stessi senatori erano ormai più interessati a vivere nel lusso delle loro ville in Italia, piuttosto che nelle ristrettezze che la vita militare nelle province richiedeva.
Questo punto della riforma, però, eliminò definitivamente ogni legame tra le legioni e l'Italia, poiché i nuovi comandanti, che erano spesso militari di carriera partiti dai gradi più bassi e arrivati a quelli più alti, erano interessati solo al proprio tornaconto o al massimo agli interessi della provincia d'origine, ma non a Roma.

##### Sotto Aureliano
Sotto questo imperatore, Roma non solo fu dotata di una nuova cerchia di mura imponenti, ma le coorti urbane furono alloggiate per la prima volta separatamente dalle coorti pretorie, nei castra urbana.

### Tardo Impero romano (284-476)

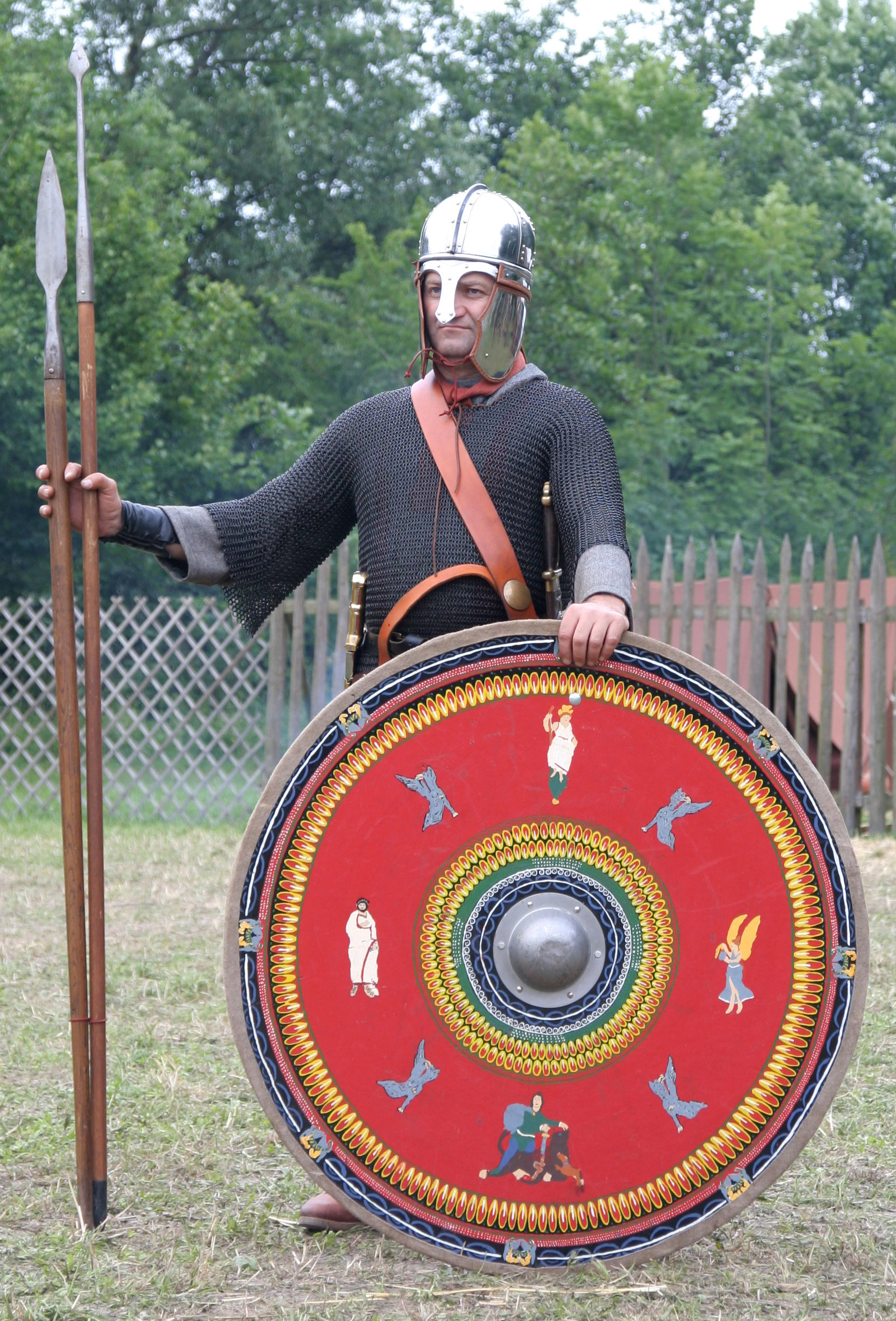
Soldato romano stanziato nelle province settentrionali, fine del III secolo

Il nuovo assetto organizzativo, tattico e strategico, che Diocleziano e Costantino I misero in atto, fu il frutto di una inevitabile evoluzione che nella crisi del III secolo aveva trovato la causa ed in Gallieno il primo artefice per la ricostruzione, due secoli dopo la grande riforma di epoca augustea. Tale nuovo assetto, frutto di un lento e graduale ripensamento dell'intero apparato militare romano, fu poi conservato per tutto il IV ed il V secolo e presso l'Impero romano d'Oriente sopravvisse almeno fino al VI secolo. Vi è da aggiungere che la vera e propria riforma dell'esercito, nelle sue gerarchie di comando e nella sua struttura interna (dalla formazione di nuove unità, a quella di nuove tipologie di funzionari), fu inaugurata non tanto da Diocleziano, ma da Costantino I e proseguita dai suoi successori.
La strategia dei due imperatori può essere considerata, col senno di poi, efficacissima nel breve termine (le incursioni barbariche, infatti, vennero respinte senza problemi per buona parte del IV secolo), ma deleteria quanto ai suoi effetti finali, dato che i costi enormi per il mantenimento dell'esercito finirono per pesare sempre di più su una struttura economica e produttiva già in grave crisi. La pressione fiscale, infatti, aumentò a dismisura e spesso le legioni romane non esitavano a procurarsi il necessario per mantenersi requisendo beni e depredando gli stessi cittadini che in teoria erano chiamate a proteggere.

#### Riforma di Diocleziano

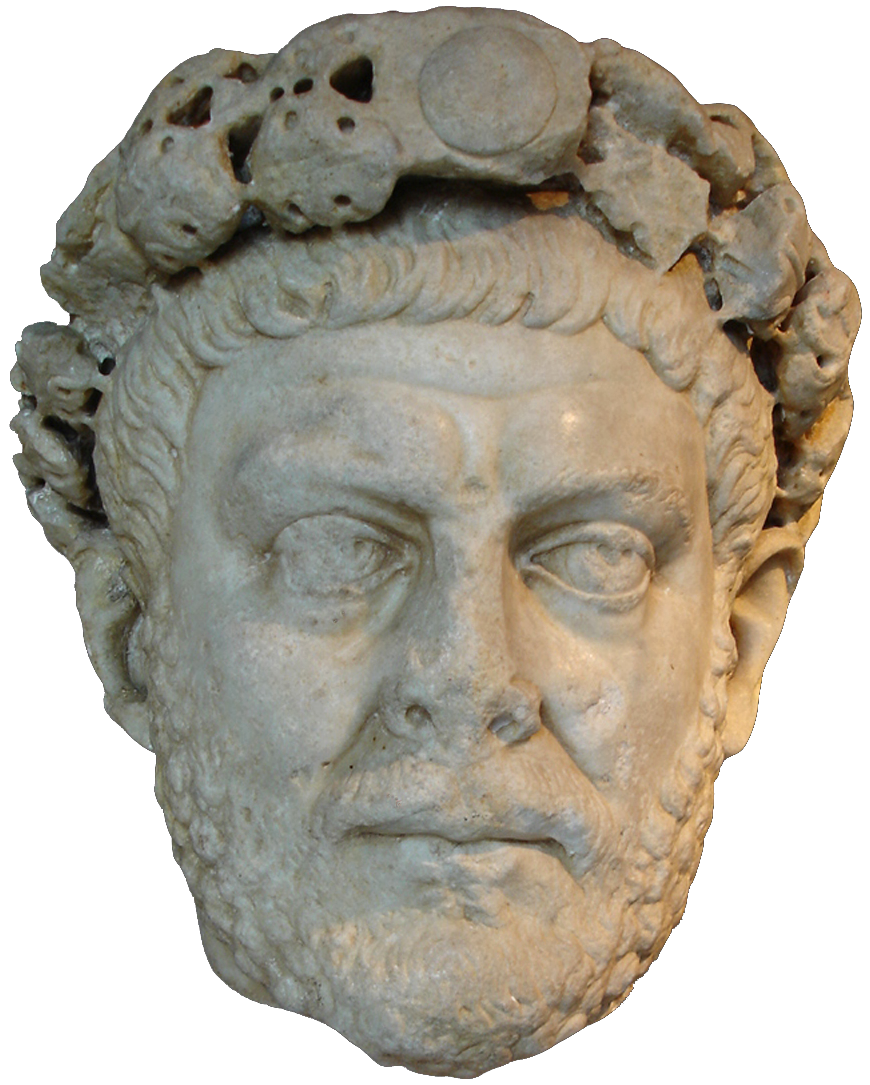
Busto di Diocleziano (Museo Archeologico di Costantinopoli).

La vera grande riforma militare di Diocleziano fu soprattutto di tipo politico. Il nuovo imperatore dispose, prima di tutto, una divisione del sommo potere imperiale, dapprima attraverso una diarchia (due Augusti, a partire dal 285/286) e poi tramite una tetrarchia (nel 293, tramite l'aggiunta di due Cesari), compiendo così una prima vera "rivoluzione" sull'intera struttura organizzativa dell'esercito romano dai tempi di Augusto. Questa forma di governo a quattro, se da un lato non fu così felice nella trasmissione dei poteri (vedi successiva guerra civile), ebbe tuttavia il grande merito di fronteggiare con tempestività i pericoli esterni al mondo romano. La presenza di due Augusti e due Cesari facilitava, infatti, la rapidità dell'intervento armato e riduceva i pericoli che la prolungata assenza di un unico sovrano poteva arrecare alla stabilità dell'Impero.

##### Divisione strategica dellimesfra i tetrarchi
Diocleziano creò una vera e propria gerarchia militare sin dalle più alte cariche statali, quelle dei "quattro" Imperatori, dove il più alto in grado era l'Augusto Iovio (protetto da Giove), assistito da un secondo Augusto Herculio (protetto da un semidio, Ercole), a cui si aggiungevano i due rispettivi Cesari, ovvero i "successori designati". In sostanza si trattava di un sistema politico-militare che permetteva di dividere meglio i compiti di difesa del confine: ogni tetrarca, infatti, curava un singolo settore strategico e la sua sede amministrativa era il più possibile vicino alle frontiere che doveva controllare (Treviri e Milano in Occidente; Sirmio e Nicomedia in Oriente), in questo modo era possibile stroncare rapidamente i tentativi di incursione dei barbari, evitando che diventassero catastrofiche invasioni come quelle che si erano verificate nel III secolo.

##### Dimensione dell'esercito e ripensamento del "limes"

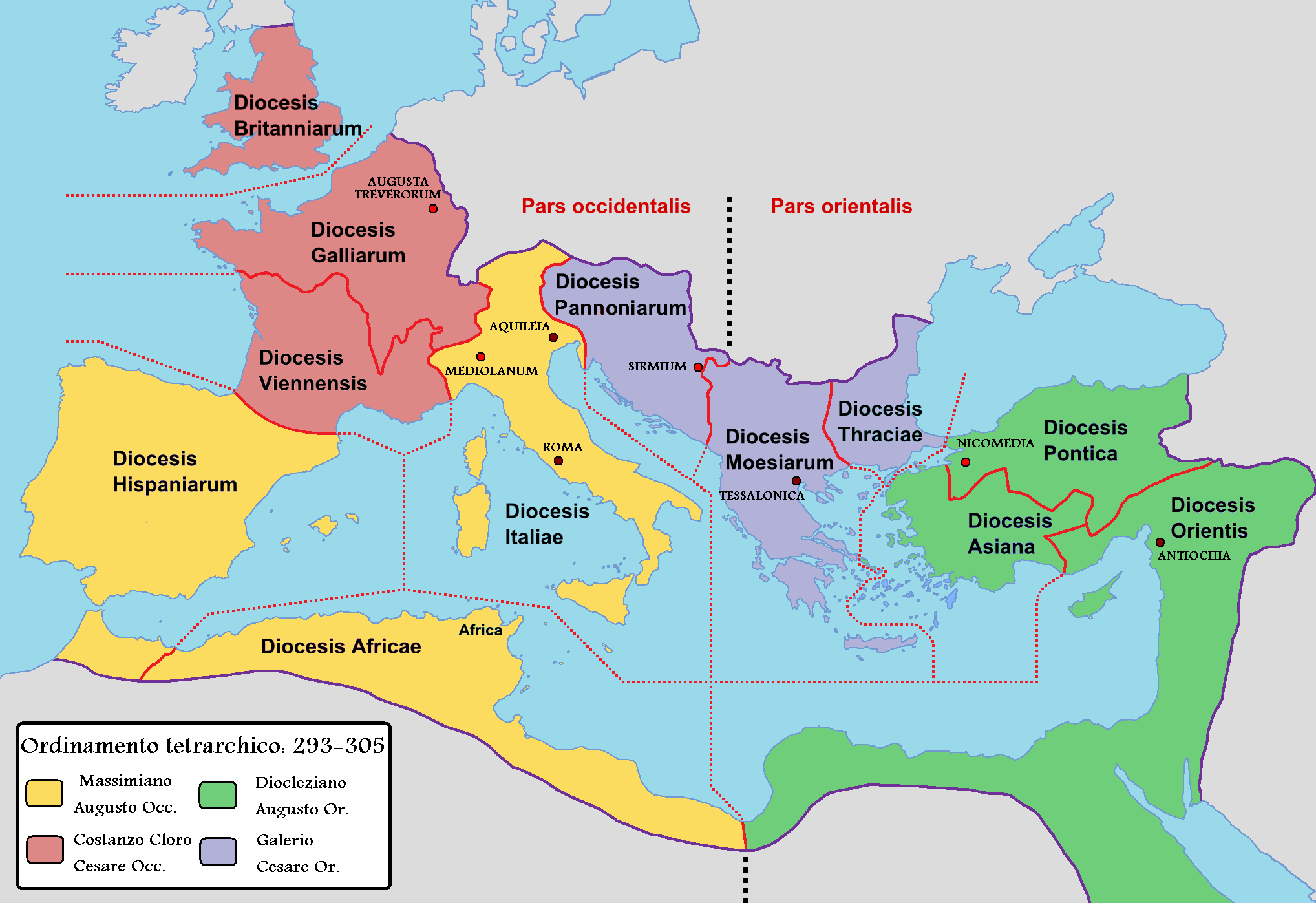
Le 4 parti e le 12 diocesi nella nuova divisione tetrarchica dell'Impero romano voluta da Diocleziano attorno al 300.

La nuova forma di governo messa in atto non era del tutto nuova per l'Impero romano: basti pensare alla prima diarchia di Marco Aurelio e Lucio Vero della fine del II secolo. È da aggiungere che la divisione interna del mondo romano in quattro diversi settori strategici (a sua volta suddiviso in 12 diocesi, con l'aggiunta di numerose nuove province) portò, tuttavia, inevitabilmente ad un aumento del numero degli effettivi, con il conseguente irrigidimento del servizio di leva obbligatorio e l'introduzione del servizio di leva ereditario. Il numero delle legioni non solo fu aumentato, ma fu meglio distribuito: si cominciarono a utilizzare sempre più spesso loro vexillationes, riducendo il numero degli effettivi della "legione madre" a vantaggio di sue "parti" inviate in altri settori strategici, dai quali mai più avrebbero fatto ritorno al "campo base".
Anche il sistema difensivo dei confini venne reso più elastico e "profondo": alla rigida difesa del vallum venne aggiunta una rete sempre più fitta di castella interni, collegati tra di loro da un più complesso sistema viario (un esempio su tutti: la strata Diocletiana in Oriente). In sostanza si passò da un sistema difensivo di tipo "lineare" ad uno "più profondo" (sebbene non nelle proporzioni generate dalla crisi del III secolo, quando Gallieno e gli imperatori illirici erano stati costretti dai continui "sfondamenti" del limes a far ricorso a "riserve" strategiche molto "interne" rispetto alle frontiere imperiali), che vide un notevole ampliamento dello "spessore" del limes, il quale fu esteso da una fascia interna del territorio imperiale ad una esterna, in Barbaricum, attraverso la costruzione di numerose "teste di ponte" fortificate (anche oltre i grandi fiumi Reno, Danubio ed Eufrate), avamposti con relative vie di comunicazione e strutture logistiche.
(Zosimo, Storia nuova, II, 34.1.)
Una conseguenza di questa trasformazione delle frontiere fu anche l'aumento della protezione delle nuove e vecchie strutture militari, che vennero adeguate alle nuove esigenze difensive (tale necessità non era così urgente nei primi due secoli dell'Impero romano, dedicati soprattutto alla conquista di nuovi territori). Le nuove fortezze cominciarono così ad essere costruite, o ricostruite, in modo più compatto nelle loro dimensioni (riducendone il perimetro complessivo), più solide nello spessore delle loro mura (in alcuni casi si passò da uno spessore di 1,6 metri a 3,4 metri, come nel caso della fortezza di Sucidava) e con un maggior utilizzo di torri esterne, per migliorarne la difesa.
Diocleziano, in sostanza, non solo intraprese una politica a favore dell'aumento degli effettivi, ma anche volta a migliorare e moltiplicare le costruzioni militari del periodo, sebbene queste ultime siano risultate, sulla base dei ritrovamenti archeologici, meno numerose di quanto non abbiano raccontato gli antichi ed i moderni.
L'aspetto complessivo che l'esercito assunse conseguentemente all'operato di Diocleziano, lodato dallo storico Zosimo, è quello di un apparato quantitativamente concentrato lungo le frontiere, che nello stesso tempo però manteneva un ristretto nucleo mobile centrale qualitativamente eccelso (un'evoluzione ulteriore di quanto aveva fatto Settimio Severo, con il posizionamento della legio II Parthica nei castra Albana, poco distante da Roma), il comitatus. Diocleziano, infatti, perfezionò ciò che di buono era stato "riformato" sotto Gallieno e gli imperatori Illirici (da Aureliano a Marco Aurelio Probo, fino a Marco Aurelio Caro), i quali avevano adattato l'esercito alle esigenze della grande crisi del III secolo. Egli, difatti, trasformò la "riserva strategica mobile" introdotta da Gallieno in un vero e proprio "esercito mobile" detto comitatus ("compagnia"), nettamente distinto dall'"esercito di confine" o limitaneo. Probabilmente il comitatus dioclezianeo era costituito da due vexillationes (Promoti e Comites) e da tre legiones (Herculiani, Ioviani e Lanciarii), mentre la "riserva strategica mobile" di Gallieno era costituita unicamente da vexillationes.

#### Perfezionamento di Costantino

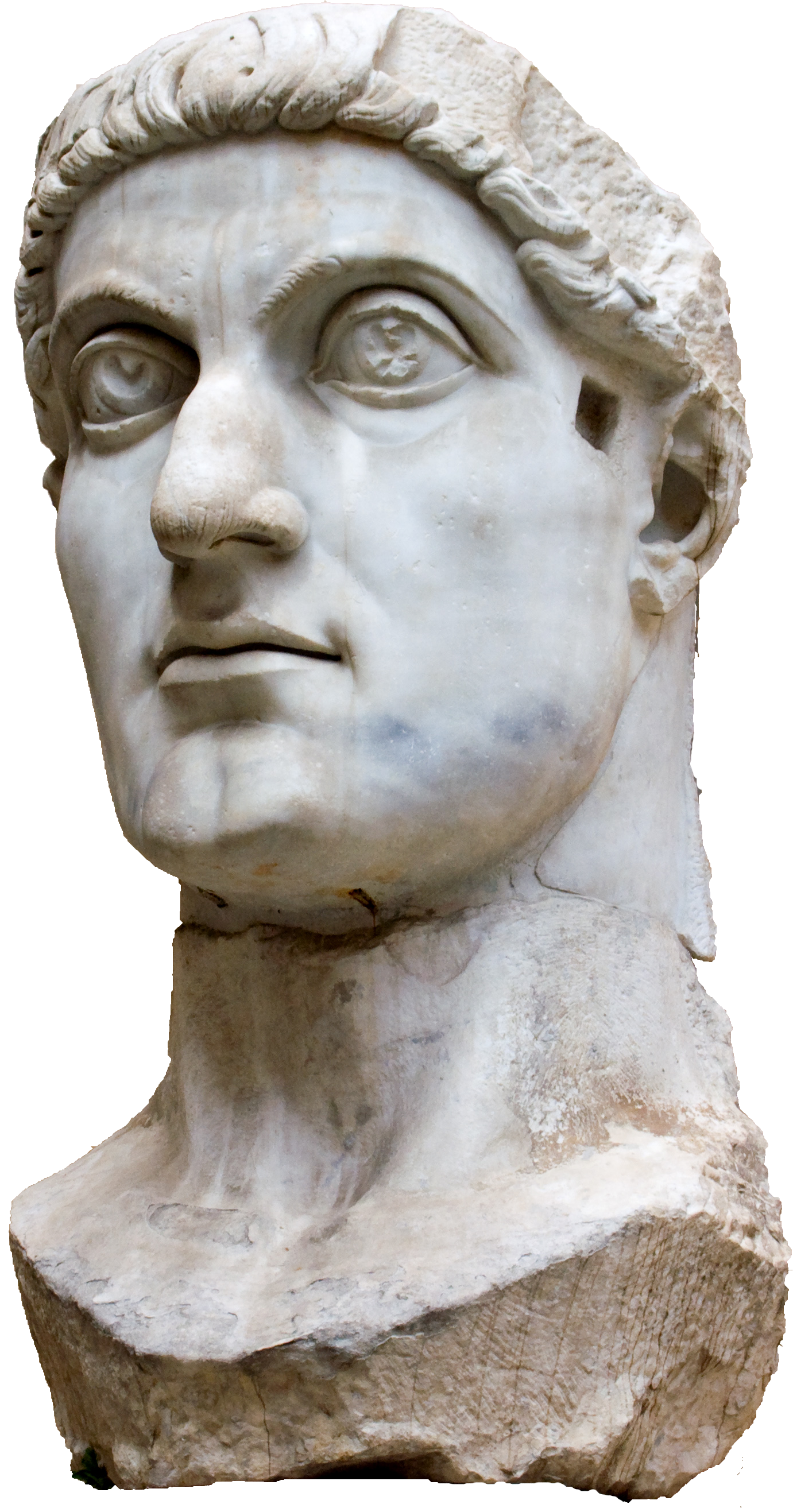
Testa colossale dell'imperatore romano Costantino I, innovatore delle forze armate romane.

Le prime vere modifiche apportate da Costantino I nella nuova organizzazione dell'esercito romano, furono effettuate subito dopo la vittoriosa battaglia di Ponte Milvio contro il rivale Massenzio nel 312. Egli infatti sciolse definitivamente la guardia pretoriana ed il reparto di cavalleria degli equites singulares e fece smantellare l'accampamento del Viminale. Il posto dei pretoriani fu sostituito dalla nuova formazione delle schole palatine, le quali ebbero lunga vita poi a Bisanzio ormai legate alla persona dell'imperatore e destinate a seguirlo nei suoi spostamenti, e non più alla Capitale.
Una nuova serie di riforme furono poi portate a termine una volta divenuto unico Augusto, subito dopo la sconfitta definitiva di Licinio nel 324. Il percorso che egli compì, fu però graduale nel corso degli ultimi tredici anni di regno (dal 324 al 337, anno della sua morte). La guida dell'esercito fu sottratta ai prefetti del pretorio, ed ora affidata a: il magister peditum (per la fanteria) ed il magister equitum (per la cavalleria). I due titoli potevano tuttavia essere riuniti in una sola persona, tanto che in questo caso la denominazione della carica si trasformava magister peditum et equitum o magister utriusque militiae (carica istituita verso la fine del regno, con due funzionari praesentalis).
I gradi più bassi della nuova gerarchia militare prevedevano, oltre ai soliti centurioni e tribuni, anche i cosiddetti duces, i quali avevano il comando territoriale di specifici tratti di frontiera provinciale, a cui erano affidate truppe di limitanei.
Costantino, poi, aumentò ancora di più gli effettivi dell'esercito, che arrivarono a contare fino a 600 000 uomini (con Diocleziano erano circa 400 000 i legionari), e, come abbiamo visto sopra, suddivise l'"esercito mobile" in "centrale" (unità palatinae) e "periferico" (unità comitatenses).
Egli, oltre ad apportare la suddetta divisione dell'"esercito mobile", rovesciò l'assetto complessivo dell'apparato bellico romano definito dal suo predecessore Diocleziano: fu espansa a dismisura la componente mobile ed indebolita quella di frontiera. In particolare, secondo lo storico Zosimo, questo nuovo assetto fu la causa del progressivo stanziamento delle popolazioni barbariche nei territori imperiali, nonché il degrado dei centri urbani in cui venivano acquartierate truppe eccessivamente numerose. Zosimo si lamentava, infatti, che lo stesso imperatore avesse rimosso dalle frontiere la maggior parte dei soldati, per insediarli nelle città (si tratta della creazione dei cosiddetti comitatenses):
(Zosimo, Storia nuova, II, 34.2.)
Nell'evoluzione successiva il generale in campo svolse sempre più le funzioni di una sorta di ministro della guerra, mentre vennero create le cariche del magister equitum praesentalis e del magister peditum praesentalis ai quali veniva affidato il comando effettivo sul campo.
In genere le unità palatinae costituivano l'esercito dedicato ad un'intera Prefettura del pretorio, mentre le unità comitatenses costituivano l'esercito dedicato ad una singola Diocesi nell'ambito della Prefettura. Analogamente conferì all'"esercito di confine" una connotazione più peculiare: le unità che lo costituivano furono definite limitanee (stanziate lungo i limes) e riparienses (operanti lungo i fiumi Reno e Danubio) (in epoca teodosiana alcune di esse furono rinominate pseudocomitatenses quando trasferite nell'"esercito mobile").

#### Spartizione di Naissus (nel 365)
L'ultima profonda modifica apportata all'esercito, a seguito della quale esso assumeva definitivamente la forma riportata nella Notitia Dignitatum, fu quella realizzata nel 365 da Valentiniano I (Augustus senior presso Milano) e suo fratello Valente (Augustus iunior presso Costantinopoli). Essi si spartivano presso la località di Naessus le unità militari dell'Impero, le quali venivano fisicamente smembrate in due metà dette rispettivamente "senior" (assegnate a Valentiniano I) e "iunior" (assegnate a Valente).

#### Organizzazione ai tempi dellaNotitia Dignitatum(inizi V secolo)

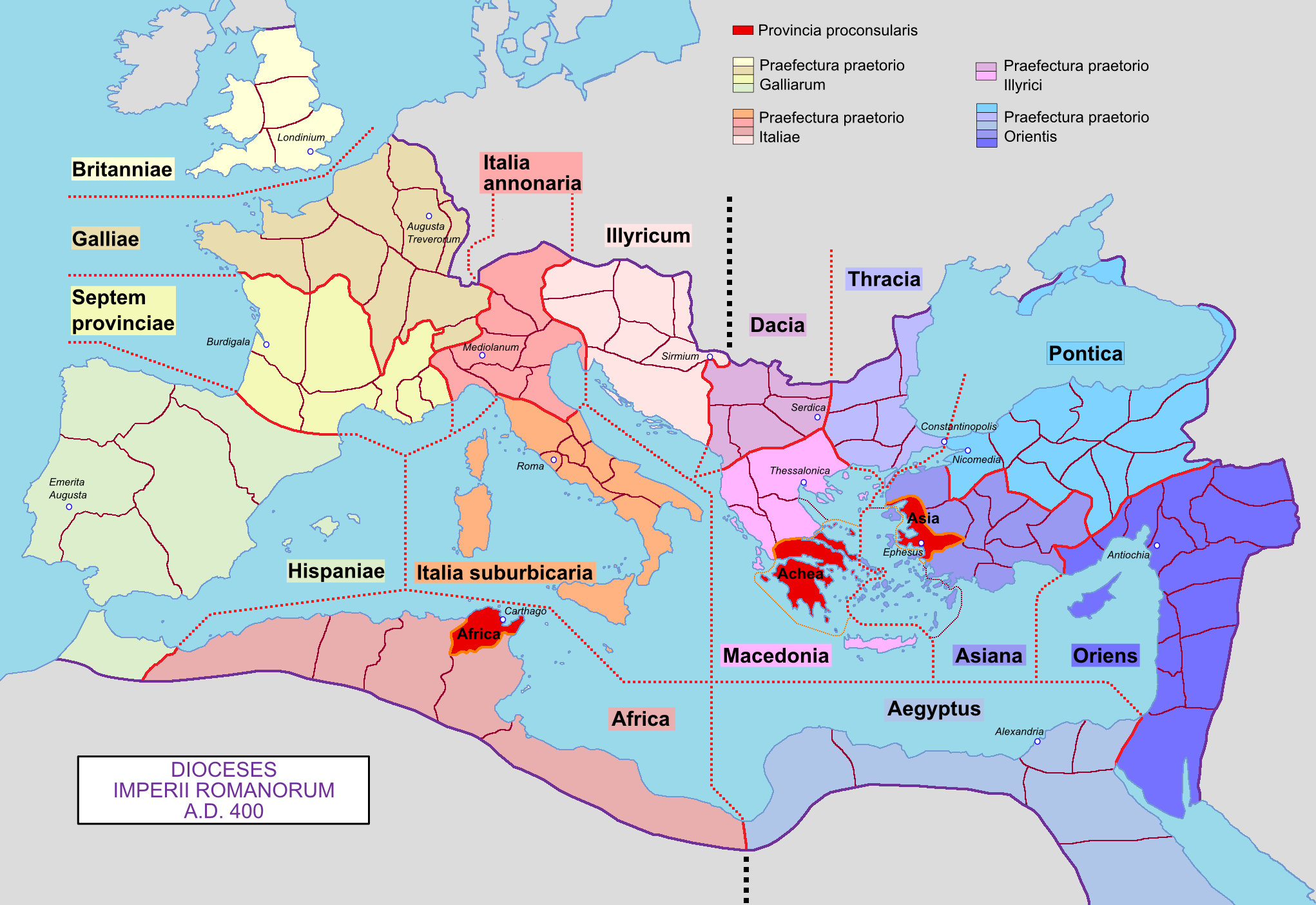
L'impero romano all'epoca della morte di Teodosio I nel 395, con la divisione amministrativa dell'impero in prefetture e diocesi.

La nuova organizzazione politico/militare descritta dalla Notitia dignitatum fu certamente il frutto di una lunga evoluzione durata circa un secolo, dalle 12 Diocesi di Diocleziano, passando attraverso il sistema costantiniano, per concludersi con la definitiva divisione dell'Impero romano in Occidentale ed Orientale voluta da Teodosio I ed in 13 diocesi.
L'esercito del tardo IV secolo comprendeva tre tipologie di armate:
1. eserciti alla presenza dell'Imperatore (comitatus praesentales). Essi avevano ordinariamente sede presso le capitali imperiali (Milano in Occidente, Costantinopoli in Oriente), ma in genere accompagnavano l'Imperatore nelle campagne militari.
2. Eserciti campali regionali (comitatus). Essi si trovavano in regioni strategiche, o nei pressi delle frontiere.
3. Eserciti di frontiera (exercitus limitanei).[194]

I tipi 1 e 2 sono entrambi frequentemente definiti "eserciti campali mobili" in quanto, a differenza delle unità di limitanei, non avevano sedi fisse. Il ruolo strategico del tipo 1 era comunque abbastanza differente dal tipo 2: gli eserciti presentali furono costituiti con lo scopo primario di fornire una grossa assistenza all'Imperatore contro eventuali usurpatori, che spesso venivano sconfitti a causa delle enormi dimensioni degli eserciti presentali, anche se spesso accompagnavano l'Imperatore in importanti campagne militari come una guerra estera o il respingere un'invasione barbarica; al contrario, il comitatus regionale aveva come compito principale il supporto bellico dei limitanei in operazioni nella regione dove questi ultimi avevano sede.

##### Oriente

Struttura dell'alto comando militare nell'esercito romano-orientale intorno al 395. Comandi e dimensioni dell'esercito basati sulle informazioni fornite dalla Notitia Dignitatum Orientis. I magistri militum orientali, al comando dei comitatus, erano direttamente dipendenti all'Imperatore. I Duces sono mostrati come dipendenti al loro diocesano magister militum, come suggerito da Jones ed Elton. Le ubicazioni date indicano usuali quartieri invernate in questo periodo.

Ecco come risulta suddivisa la scala gerarchica della parte Orientale, dove all'Imperatore rispondevano due prefetti del pretorio, oltre a un Praefectus urbis Constantinopolitanae, un Magister officiorum ed un Comes domesticorum:
1. Praefectus praetorio Orientis, da cui dipendevano 3 Vicari per le Diocesi Asiana, Pontica e Thracia, mentre quelle dell'Aegypttus e d'Oriente erano controllate direttamente dal Prefetto del Pretorio.[198] Le 4 diocesi erano a loro volta divise in province, governate da 1 Proconsules, 12 Consulares, 1 Correctores e 32 Praesides.[198] Le province dell'Egitto erano 5,[199] dell'Asia 10,[200] Pontiche 10[201] e 6 della Tracia,[202] mentre 15 province orientali erano governate direttamente dal Prefetto del pretorio d'Oriente[203]
2. Praefectus praetorio Illyrici, da cui dipendevano 1 Vicari per la Diocesi di Macedonia, mentre quella della Dacia era controllata direttamente dal Prefetto del Pretorio.[198] Le 2 diocesi erano a loro volta divise in province, governate da 1 Proconsules, 3 Consulares, 1 Correctores e 8 Praesides.[198] Le province della Dacia erano 5[204] e quelle della Macedonia 6.[205]

A questa struttura seguiva parallelamente una conseguente divisione territoriale delle forze militari, come segue:
1. Magister militum praesentalis I, che controllava 2 Duci per l'Egitto[198] (Dux Thebaidos[206] e Dux Libyarum) e 1 Comes limitis Aegypti;[198]
2. Magister militum praesentalis II, da cui dipendeva 1 Duce per il Ponto[198] (Dux Armeniae) ed un altro Comes per Isauriam;[198]
3. Magister militum per Orientem, da cui dipendevano 6 Duci per l'Oriente (Dux Foenicis,[207] Dux Syriae,[208] Dux Palaestinae,[209] Dux Osrhoenae,[210] Dux Mesopotamiae,[211] Dux Arabiae[212]);[198]
4. Magister militum per Thracias, da cui dipendevano 2 Duci per la Tracia[198] (Dux Moesiae secundae e Dux Scythiae);
5. Magister militum per Illyricum, da cui dipendevano 2 Duci per l'Illirico[198] (Dux Daciae ripensis e Dux Moesiae primae).

La sezione orientale della Notitia è datata al ca. 395, anno della definitiva divisione dell'Impero in due parti. A quell'epoca, secondo la Notitia, vi erano in Oriente 2 eserciti presentali imperiali (comitatus praesentales), ognuno comandato da un magister militum praesentalis, il rango militare più alto, dipendente direttamente dall'Imperatore. essi comprendevano unità principalmente di rango palatino. Oltre ad essi, vi erano 3 comitatus regionali, in Illyricum orientale, e nelle diocesi di Tracia e di Oriente, comprendenti per lo più truppe di rango comitatenses. Ognuno era comandato da un magister militum, anch'esso dipendente direttamente dall'Imperatore.
Un'anomalia in Oriente è l'esistenza di due corpi di truppe di limitanei, in Egitto e in Isauria, comandati da un comes rei militaris, invece che da un dux, dipendente direttamente dall'Imperatore, secondo la Notitia. Tuttavia, i decreti imperiali del ca. 440 mostrano che entrambi questi ufficiali dipendevano dal magister militum per Orientem. Una possibile spiegazione per questa discrepanza è che tra il 395 e il 440 vi furono dei cambiamenti nell'organizzazione dell'esercito. Alla più tarda tra le due date, se non prima, il MM per Orientem era evidentemente divenuto il comandante supremo dell'esercito di tutta la prefettura d'Oriente (che comprendeva anche l'Anatolia e l'Egitto) e non solo della diocesi di Oriente.
I 13 duces di frontiera orientali sono elencati nella Notitia per diocesi in cui risiedevano: Illyricum orientale (2 duces), Tracia (2), Pontica (1), Oriente (6) e Egitto (2). Jones ed Elton sostengono che, dal 360 in poi, i duces erano dipendenti dal comandante del loro diocesano comitatus: il magister militum per Illyricum, Thracias, Orientem e il comes per Aegyptum, rispettivamente (sulla base di evidenze in Ammiano per il periodo 353-78 e da 3 superstiti decreti imperiali datati 412, 438 e 440). Il dux Armeniae è mostrato sotto la diocesi Pontica, il cui comandante militare non è elencato nella Notitia, ma era probabilmente il magister praesentalis II al tempo della Notitia. Più tardi, il dux Armeniae venne a trovarsi probabilmente sotto l'egida del magister militum per Orientem. La struttura orientale come presentata nella Notitia rimase in gran parte intatta fino al tempo di Giustiniano I (525-65).

##### Occidente

Struttura dell'alto comando dell'esercito romano-occidentale nel ca. 410–425. Comandi e dimensioni dell'esercito basati sulle informazioni fornite dalla Notitia Dignitatum. Riportanti relazioni tra duces e comites come in Oriente, con duces dipendenti al comandante maggiore nella loro diocesi (dove la Notitia li riporta direttamente sotto il magister utriusque militiae). Le ubicazioni date indicano usuali quartieri invernali in questo periodo.

In Occidente la divisione era leggermente differente. All'Imperatore rispondevano sempre due prefetti del pretorio, oltre a un Praefectus urbis Romae, un Magister officiorum e un Comes domesticorum, come segue:
1. Praefectus praetorio Italiae, da cui dipendevano 3 Vicari per le Diocesi della città di Roma, d'Italia e d'Africa.[219]
2. Praefectus praetorio Galliarum, da cui dipendevano 3 Vicari per le Diocesi delle Septem Provinciae, delle Spagne e delle Britannie.[219]

A questa struttura seguiva parallelamente una conseguente divisione territoriale delle forze militari, ma considerando anche che le forze andavano suddivise tra fanteria (Magister peditum praesentalis) e cavalleria (Magister equitum praesentalis), come segue:
1. un Numerus intra Italiam,[220] a capo di: un Comes Italiae e un Dux Raetiae primae et secundae;[219][221]
2. un Numerus intra Gallias,[220] a capo dei seguenti funzionari militari: Magister equitum per Gallias, Comes tractus Argentoratensis, Dux Belgicae secundae, Dux Germaniae primae, Dux Mogontiacensis, Dux Sequanicae, Dux tractus Armoricani et Neruicani;[219][221]
3. un Numerus intra Illyricum,[220] alle cui dipendenze troviamo: il Comes Illyrici, il Dux Pannoniae secundae, il Dux Valeriae ripensis e il Dux Pannoniae primae et Norici ripensis;[219][221]
4. un Numerus intra Hispanias,[220] sottoposto al Magister militum praesentalis,[219][221] da cui dipendeva un Comes Hispaniae;[219][221][222][223]
5. un Numerus intra Tingitaniam,[220] da cui dipendeva il Comes Tingitaniae;[219][221]
6. un Numerus intra Africam,[220] da cui dipendeva il Comes Africae, il Dux limitis Mauretaniae Caesariensis ed il Dux limites Tripolitani;[219][221]
7. un Numerus intra Britannias,[220] da cui dipendeva il Comes Britanniarum, il Comes litoris Saxonici per Britannias ed il Dux Britanniarum.[219][221]

La sezione occidentale venne completata considerevolmente più tardi della sua parte occidentale, intorno al 425, dopo che l'Occidente fu devastato e in parte occupato dalle tribù barbare; inoltre subì diversi aggiornamenti, nel corso del periodo ca. 400-25: a causa di ciò e della situazione di emergenza in cui si trovava l'Occidente romano, che portò a costanti cambiamenti nelle disposizioni delle armate e dei comandi a seconda delle necessità del momento, il documento in molti casi non riflette né la situazione nel 395 né quella nel 420-425, ma un misto delle due: per esempio le disposizioni per la Britannia sono da datare a prima del 410, in quanto è in quella data che le truppe romane si ritirarono definitivamente dall'isola; mentre il grande comitatus in Spagna, che non era una diocesi di frontiera, riflette sicuramente la situazione post-410, quando la penisola iberica fu invasa da Visigoti, Suebi, Alani e Vandali. Inoltre, la sezione occidentale rappresenta un esercito in crisi e prossimo alla sua dissoluzione: Heather ha calcolato che, dei 181 reggimenti di comitatenses elencati per il 425, solo 84 esistevano prima del 395, implicando la distruzione o la dissoluzione di circa 76 reggimenti di comitatenses nel corso del periodo 395-425 (ipotizzando che nel 395 i reggimenti fossero 160, come per l'Oriente; 160-84=76); le perdite furono rimpiazzate portando addirittura ad aumentare le unità di comitatenses a 181 (invece di 160), ma in realtà ben 61 dei 97 reggimenti di comitatenses neocostituiti erano semplicemente unità di limitanei promosse a comitatenses (ovvero pseudocomitatenses), implicando la diminuzione delle unità di comitatenses veri e propri da 160 a 120. Poiché i pseudocomitatenses erano meno efficienti dei comitatenses, e non si hanno prove del fatto che le truppe di frontiera promosse furono sostituite, ciò implicava un degrado dell'esercito sia in qualità che in quantità. A partire dal 460, l'esercito occidentale era in larga parte dissolto.
La struttura occidentale differiva sostanzialmente dall'orientale: mentre in Oriente, l'Imperatore aveva il controllo diretto dei capi dei suoi comitatus regionali, in Occidente questi erano dipendenti a un generalissimo militare, il cui titolo, secondo la Notitia, era quello di magister peditum praesentalis, ma è noto da altre fonti come magister utriusque militiae. Tale ufficiale, il comandante supremo di tutti gli eserciti occidentali, aveva come suoi subordinati i comites, cioè i comandanti dei comitatus di Britannia, Illyricum (Occidentale), Africa, Tingitania e Hispania, oltre al magister equitum per Gallias, comandante del comitatus di Gallia. Questa situazione anomala, differente da quella orientale, è spiegabile con il fatto che, a partire da Stilicone, reggente di Onorio, l'autorità degli Imperatori fu messa in ombra dall'ingerenza di diversi generalissimi, che si succedettero nel corso dei decenni (oltre a Stilicone, da ricordare Costanzo III, Aezio e Ricimero), assumendo il controllo dell'Impero d'Occidente, fino alla dissoluzione dello stesso nel 476. Secondo la Notitia, ben 10 dei 12 duces occidentali erano direttamente dipendenti al MVM e non al loro comes regionale; tuttavia, questo non è in linea con la situazione in Oriente e probabilmente non riflette nemmeno la situazione né nel 395 né nel 425: un'organizzazione del genere sarebbe stata poco pratica, perché avrebbe impedito ogni efficace operazione congiunta tra comitatus e limitanei. Il periodo caotico 406-25 probabilmente provocò ripetuti cambiamenti ad hoc nelle relazioni tra comandanti e subordinati a seconda delle necessità del momento, confondendo il redattore finale della Notitia che, presumibilmente, decise di mostrare tutti questi ufficiali come dipendenti direttamente al MVM. Tuttavia, una traccia della vera organizzazione sopravvive: la Notitia mostra i duces della Caesariensis e Tripolitania come dipendenti al comes Africae. L'unico dux che probabilmente dipendeva direttamente al MVM era il dux Raetiae I et II, le cui province appartenevano alla diocesi di Italia.

##### Soldato romano nel Tardo Impero
Fanteria

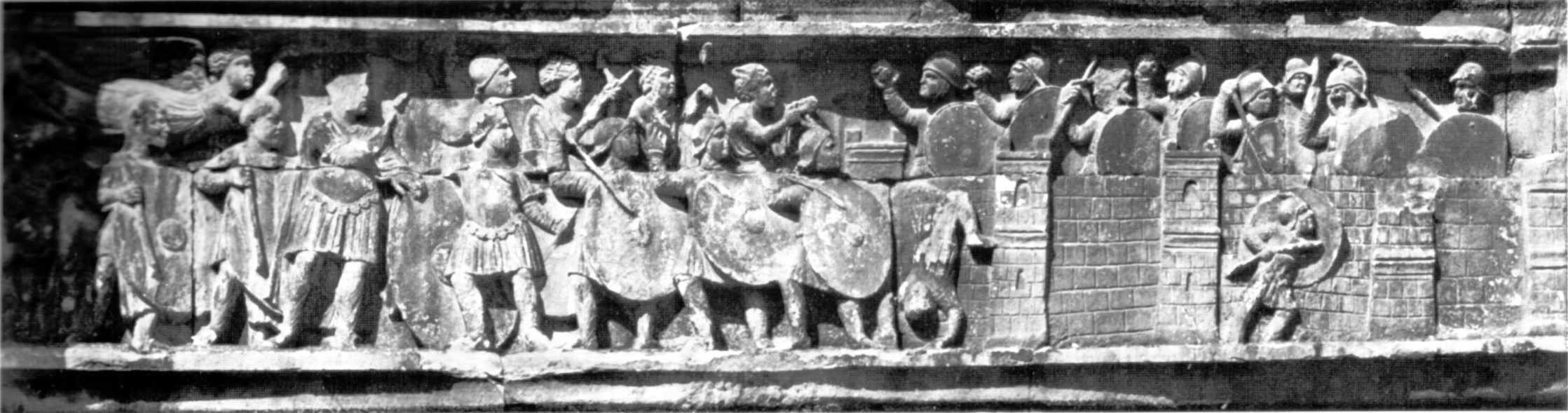
Fanteria tardo imperiale durante la battaglia di Verona (312), Arco di Costantino (Roma)

Il soldato romano tardo-imperiale indossava un elmo del modello Ridge (con una calotta costituita da due metà saldate insieme da una cresta metallica) oppure Spangenhelm (con una calotta conica costituita da sei piastre), la lorica hamata sopra una tunica a maniche lunghe (finemente ornata quella degli ufficiali).
Qualora non fosse fornito di armamento pesante indossava un berretto pannonico (più comune in occidente) o un berretto frigio (più comune in oriente). Solitamente brandiva uno scudo ovale o rotondo dipinto con lo stemma della sua unità, lo spiculum (simile al pilum), il verutum (giavellotto) o la lancea. Appesa al cingulum (simile ad una cintura) portava la spatha. Le unità di fanteria dell'esercito romano tardo imperiale erano le legiones (palatinae, comitatenses o pseudocomitatenses) e le auxiliae palatinae. Le prime erano eredi delle antiche legioni spesso ne portavano ancora il nome (a titolo di esempio si pensi ai Primani, alla Secunda Britannica o agli Octavani), erano costituite da 1000 - 2000 fanti, generalmente con armamento pesante, erano adeguate per scontri in campo aperto.
Le seconde erano eredi delle unità ausiliarie di differenti origini etniche (a titolo di esempio si pensi agli Heruli e ai Batavi) che dopo la constitutio antoniniana di Caracalla (212) erano state integrate nel tessuto imperiale. In particolare le auxiliae palatinae erano costituite da 500 - 1000 fanti, generalmente con armamento leggero, più versatili delle legiones ed impiegabili anche in azioni di guerriglia e rastrellamento. Le auxiliae palatinae furono il prodotto di un riuscito processo di integrazione dell'elemento barbarico nelle Istituzioni Romane, a differenza di quanto avvenne con i foederati.

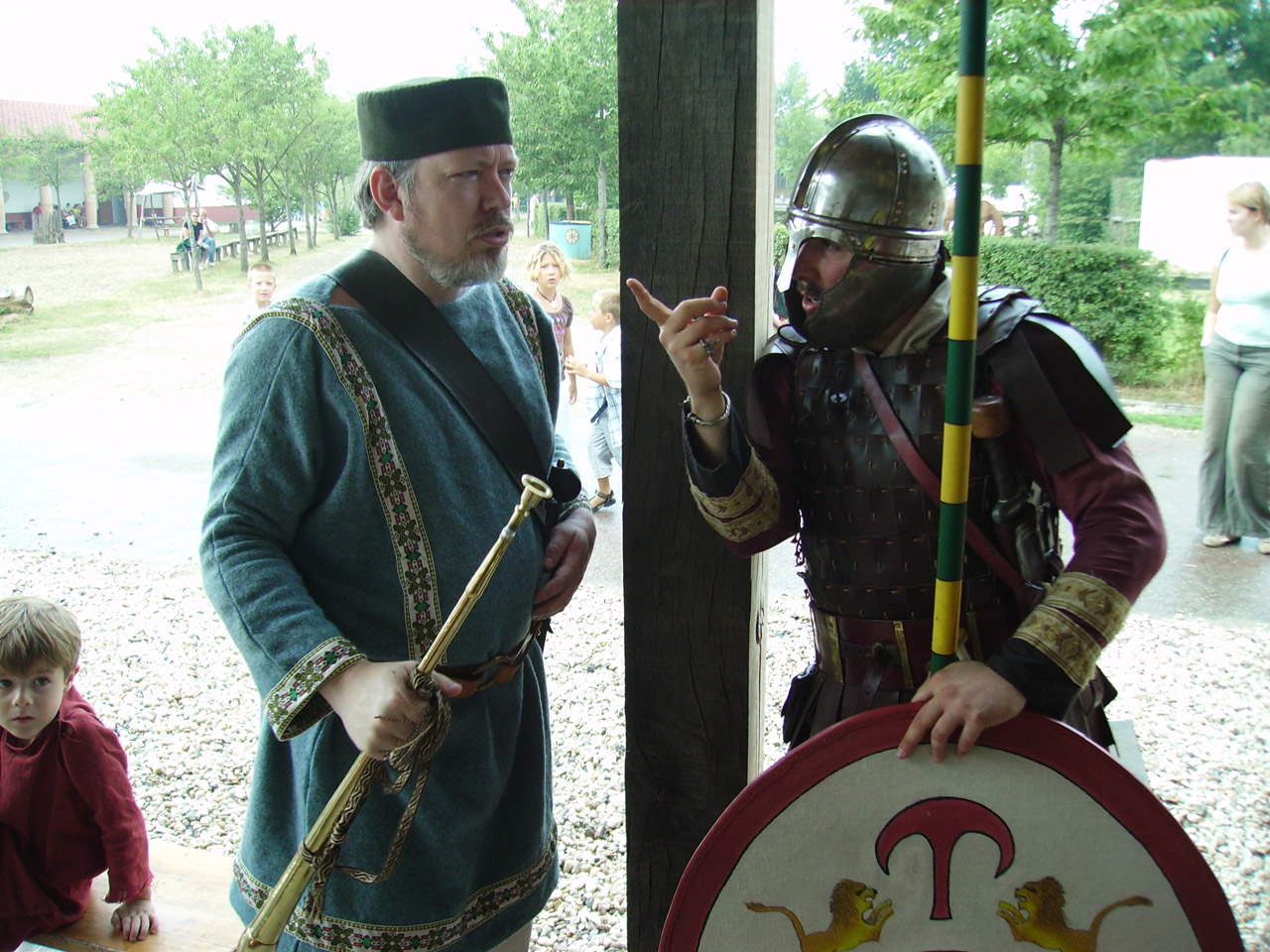
Due rievocatori dell'esercito romano del Tardo impero mostrano l'abbigliamento quotidiano (a sinistra) e da battaglia (a destra) di un soldato romano del V secolo

Nelle unità di fanteria tardo-imperiali vi erano numerose specializzazioni: exculcatores (lanciatori di giavellotto), sagittarii (arcieri), balistari (balestrieri o manovratori di piccole catapulte) e funditores (frombolieri). Gli stessi pedes, certamente meno disciplinati degli antichi legionari che avevano reso grande Roma, erano molto più versatili: trasportavano nell'incavo dello scudo cinque dardi (plumbatae). E tuttavia erano ancora in grado di mettere in pratica alcune manovre, oltre alla falange (solitamente di otto linee), quali il fulcum (simile alla testudo) e il cuneus. I principali gradi gerarchici delle unità tardo-imperiali erano: tribunus (comandante), vicarius (vice-comandante), draconarius (colui che trasportava il draco e/o lo stendardo), bucinator (trombettiere), campidoctor (simile ad un sergente e forse al centurione), semissalis (veterano) e pedes (soldato semplice di fanteria). Il motto della fanteria tardo-imperiale, come ci viene descritto nello Strategikon di Maurizio (VI secolo) era: «Silentium. Mandata captate. Non vos turbatis. Ordinem servate. Bando sequite. Nemo demittat bandum et inimicos seque». Tra le unità di fanteria migliori, a partire dall'epoca di Diocleziano, vi furono le legiones palatinae degli Ioviani e degli Herculiani.
Cavalleria

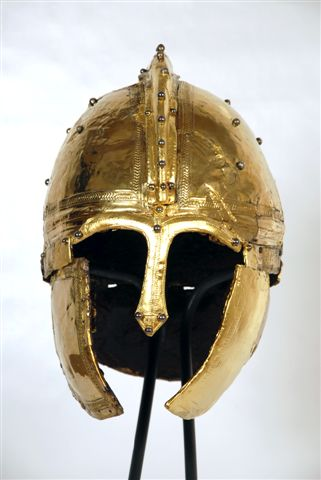
Elmo tardo imperiale di tipo Ridge (V secolo)

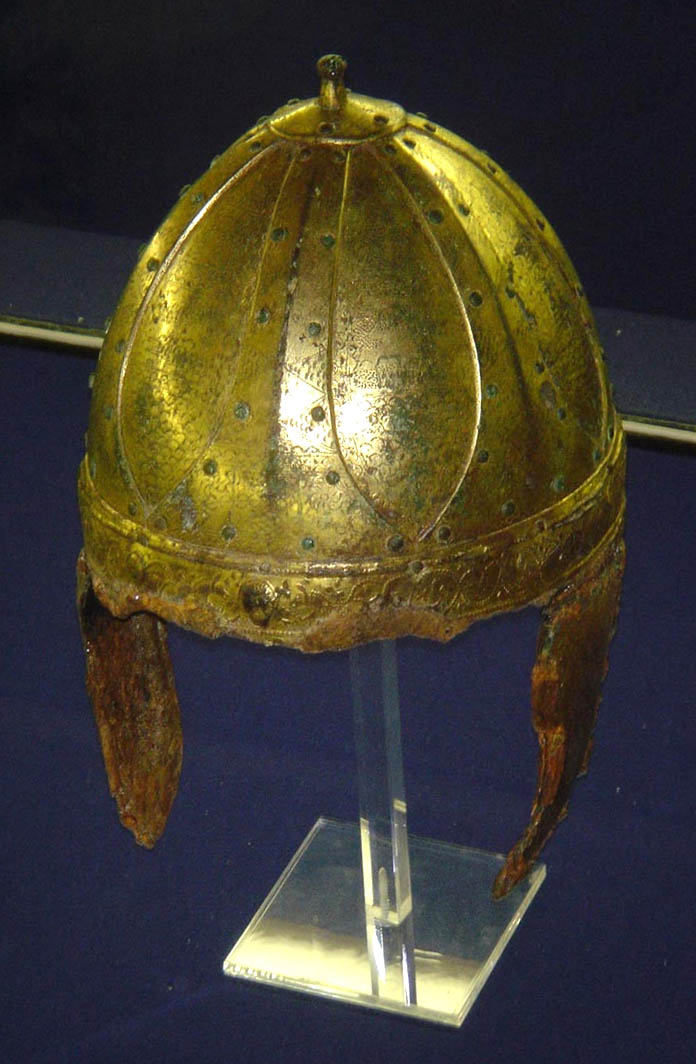
Spangenhelm (V secolo)

Le unità di cavalleria dell'esercito romano tardo imperiale erano le vexillationes (palatinae, comitatenses o pseudocomitatenses). A queste vanno aggiunte le unità scelte dell'esercito, le quali erano unicamente di cavalleria, ovvero le scholae palatinae ("reparti di palazzo"): Armaturae, Gentiles e Scutari.
In generale nel periodo tardo imperiale la cavalleria era divenuta l'elemento di eccellenza dell'esercito soppiantando la fanteria.

#### Imbarbarimento e dissoluzione dell'esercito in Occidente
L'esercito romano nel V secolo si trovava nella necessità di rispondere rapidamente alla crescente pressione barbarica in Occidente, ma senza poter sopperire alle esigenze di reclutamento attingendo unicamente dai territori imperiali, a causa della diffusa resistenza alle coscrizioni. Per questa ragione si ricorse sempre di più a contingenti barbarici, utilizzati dapprima come mercenari a fianco delle unità regolari tardo imperiali (legiones, vexillationes ed auxiliae), ed in seguito, in forme sempre più massicce, come foederati che conservavano i loro modi nazionali di vivere e fare la guerra. Il risultato fu un esercito romano nel nome, ma sempre più estraneo alla società che era chiamato a proteggere. Da alcune fonti letterarie del tempo si può evincere che il termine "ausiliario" divenne a poco a poco sinonimo di "soldato", così come lo fu nei secoli precedenti il termine "legionario", il che sta ad indicare una fase di progressiva smobilitazione delle antiche unità legionarie in favore di quelle ausiliarie. In una seconda ed ultima fase, l'esercito romano avrebbe perso definitivamente la sua identità, come già sarebbe avvenuto all'epoca del magister militum Flavio Ezio, quando probabilmente anche la maggior parte delle auxiliae palatinae, esempio di riuscita integrazione dell'elemento barbarico nella macchina bellica romana, furono rimpiazzate da federati. Non è un caso che a questo periodo si pensa risalga l'ultimo aggiornamento della Notitia Dignitatum in seguito all'istituzione dell'unità denominata Placidi Valentinianici felices (dedicata all'imperatore Valentiniano III e annoverata tra i numeri intra Italiam). Questa effettivamente potrebbe essere considerata "l'ultima legione" dell'Impero romano.
Vegezio, autore di un manuale di strategia militare redatto tra la fine del IV secolo e la prima metà del V secolo, si lamentò per l'imbarbarimento progressivo dell'esercito romano, il quale, cominciando a combattere alla maniera barbarica, perse il suo tradizionale vantaggio nella superiore disciplina e strategia militare; lo stesso Vegezio si lamentò per il fatto che l'imperatore Graziano avesse permesso ai suoi fanti, probabilmente di origini barbariche, di non indossare più elmo e armature, esponendoli maggiormente alle armi nemiche e portando come nefasta conseguenza a diverse sconfitte contro gli arcieri goti. Vegezio lamentò poi che non si costruissero più accampamenti e riferisce le conseguenze nefaste di questa scelta. Sempre Vegezio lamentava poi che i proprietari terrieri, non intendendo perdere manodopera, escogitavano diversi espedienti pur di non fornire soldati all'esercito, ricorrendo anche alla corruzione degli ufficiali reclutatori: ciò fece sì che, invece di reclutare gente idonea al combattimento, venissero reclutati pescatori, pasticcieri, tessitori e altre professioni ritenute non idonee da Vegezio. La soluzione di Vegezio era tornare all'antico modo di combattere, alla "maniera romana", abbandonando il modo di combattere "alla barbara" introdotto dal sempre più crescente arruolamento di Barbari; in Occidente, tuttavia, per diverse ragioni, non si riuscì a invertire questa tendenza, portando alla sua rovina.
Ma se l'Impero fosse riuscito a controllare l'immigrazione dei Barbari e a romanizzarli, sarebbe riuscito a sopravvivere. Prima della battaglia di Adrianopoli, ai barbari che migravano nell'Impero con il permesso dell'Impero (receptio) oppure come prigionieri di guerra non era permesso di conservare la loro unità di popolo: alcuni venivano arruolati nell'esercito, mentre il resto veniva sparpagliato per un'area vastissima come contadini non liberi; in questo modo l'Impero rendeva inoffensivi i nuovi arrivati, e li romanizzava. In seguito alla sconfitta di Adrianopoli, l'Impero dovette però venire a patti con i vittoriosi Goti, concedendo loro di stanziarsi nei Balcani come Foederati semiautonomi: essi mantennero il loro stile di vita e la loro organizzazione tribale stanziandosi in territorio romano come esercito alleato dei Romani. Oltre ai Visigoti, che alla fine ottennero, dopo molte altre battaglie contro l'Impero, la concessione dall'Imperatore Onorio di fondare un regno federato in Aquitania (418), altri popoli come Vandali, Alani, Svevi e Burgundi (che entrarono all'interno dei confini dell'Impero nel 406) ottennero, grazie alle sconfitte militari che inflissero a Roma, il permesso imperiale di stanziarsi all'interno dell'Impero.
Le devastazioni dovute alle invasioni e le perdite territoriali determinarono una costante diminuzione del gettito fiscale con conseguente progressivo indebolimento dell'esercito romano: un esercito professionale come quello romano, infatti, per essere mantenuto efficiente, aveva bisogno di essere pagato ed equipaggiato, e le ristrettezze economiche dovute al crollo del gettito fiscale portarono ovviamente a un declino progressivo anche dell'esercito. Da un'attenta analisi della Notitia Dignitatum, possiamo ricavare che quasi la metà dell'esercito campale romano-occidentale andò distrutto nel corso delle invasioni del 405-420, e che le perdite furono solo in parte colmate con l'arruolamento di nuovi soldati, mentre molte delle ricostituite unità erano semplicemente unità di limitanei promossi a comitatenses, con conseguente declino dell'esercito sia in quantità che in qualità. La perdita dell'Africa dovette essere un altro duro colpo per le finanze dello stato e indebolì ulteriormente l'esercito: in un editto del 444 il regime imperiale ammise che le ristrettezze economiche dovute alla perdita dell'Africa non permettevano allo stato di rinforzare l'esercito in modo adeguato per fronteggiare le minacce esterne, per cui si dovette giocoforza ridurre i privilegi fiscali ai proprietari terrieri e aumentare le tasse, portando a perdita di consenso. Le perdite subite portarono all'ammissione nell'esercito in grosse quantità di ausiliari e foederati germanici (ad esempio Unni): ciò poteva portare benefici a breve termine, ma era deleterio a lungo termine, in quanto portava a diminuire ulteriormente gli investimenti sul rafforzamento dell'esercito regolare. Intorno al 460 l'esercito romano doveva essere l'ombra di sé stesso a causa della continua erosione del gettito fiscale, favorendo le spinte centrifughe dei Foederati germanici che ridussero in pratica l'Impero all'Italia o poco più.
Nonostante tutto, secondo alcuni studiosi, l'esercito romano fu efficiente fino ad almeno a Maggioriano (461). Sotto Ezio e Maggioriano, l'Impero era ancora in grado di affrontare e vincere in battaglia Visigoti, Burgundi, Bagaudi, Franchi, e di mantenere sotto il suo controllo la Gallia, a riprova di una sua relativa efficienza. Solo con l'uccisione di Maggioriano cominciò il vero declino: la rivolta del magister militum per Gallias, Egidio, legato a Maggioriano e perciò adirato per il suo assassinio, privò l'Impero d'Occidente dell'esercito delle Gallie, passato dalla parte del ribelle; l'Impero si trovò così costretto a fare concessioni territoriali a Burgundi e Visigoti per convincerli a combattere per conto dell'Impero il ribelle in modo da vincerlo e riportare sotto il suo controllo l'esercito gallico; ciò si provò inefficace, e le province galliche settentrionali sotto il controllo di Egidio si separarono dall'Impero, costituendo il Dominio di Soissons. Privato dell'esercito delle Gallie ed essendosi ridotti i possedimenti imperiali nelle Gallie a Provenza e Alvernia, l'Impero non era in grado di difenderle con il solo esercito d'Italia e nel 475/476 le due regioni furono conquistate dai Visigoti di re Eurico.
Nel 476 l'esercito sollevato da Odoacre contro il magister militum Flavio Oreste e l'ultimo imperatore in Italia, Romolo Augusto, era costituito unicamente da federati germanici, perlopiù Sciri ed Eruli. Tuttavia l'assetto generale dell'esercito romano tardo-imperiale, e alcune sue unità, sopravvissero almeno fino alla fine del VI secolo in seno alla Pars Orientis, come testimoniato dalla presenza dei Regii, una auxilia palatina attiva sin dalla pubblicazione della Notitia Dignitatum, a difesa delle Mura aureliane minacciate dagli Ostrogoti durante la guerra di riconquista di Giustiniano.

## Organizzazione

### Reclutamento
Dopo un iniziale periodo nel quale vi furono ovviamente precise disposizioni in quanto tutti gli abili alle armi dovevano contribuire alla comune difesa, si instaurò la leva militare (dilectus) quando l'accrescimento del numero dei cittadini atti alle armi permise e impose di scegliere fra essi quelli idonei alla pesantezza del servizio. Inizialmente, il soldato doveva equipaggiarsi con i mezzi propri; con l'ordinamento serviano i cittadini furono perciò distinti in cinque classi di censo. L'esercito di campagna veniva reclutato tra gli juniores che erano costituiti dai maschi dai 18 ai 46 anni; esistevano poi i seniores (dai 47 ai 60 anni) che potevano essere chiamati per i servizi territoriali.
Il quadro di leva dell'epoca più antica era costituito dalle classi, distinte in centurie: più tardi venne sostituito dalle tribù. Man mano che il dominio di Roma si estese nella penisola italiana e nel mar Mediterraneo, i sistemi di reclutamento si modificarono adattandosi alle condizioni ambientali. Erano ammesse varie cause di dispensa: età, numero di campagne fatte (in genere, secondo Polibio, 10 a cavallo o 16 a piedi).
Nel corso del I secolo a.C. i sistemi di leva si modificarono profondamente: gli eserciti romani si formarono ordinariamente con volontari, e si ricorse alla leva coatta solo quando i volontari non si offrivano in numero sufficiente. Sotto Augusto, con l'avvento dell'Impero, la leva è un diritto del principe, ed avviene in Italia e nelle province per cura dei suoi legati e di appositi ufficiali, in relazione ai bisogni dei vari eserciti. Con Publio Elio Traiano Adriano, il reclutamento divenne esclusivamente regionale.
I coscritti dovevano soddisfare certe condizioni giuridiche e morali:
- essere liberi e non schiavi o liberti
- appartenere a determinate comunità dell'Impero
- onorabilità

e fisiche:
- età
- robustezza
- statura

I riconosciuti idonei prestavano giuramento e passavano quindi nei reparti d'istruzione. A partire dal IV secolo, pur rimanendo formalmente l'obbligo generale al servizio, alcune categorie di cittadini sono avviate alle armi, mentre altre ne sono esentate.
I quadri sono formati prevalentemente con volontari anche barbari, e la leva forzata assume due forme:
1. la leva diretta interessa, in base al principio della ereditarietà delle professioni, innanzitutto i figli dei veterani, e poi anche coloro che non erano impiegati nell'agricoltura o negli uffici pubblici
2. la leva indiretta prevedeva
  1. nei periodi più antichi, che il chiamato potesse inviare al suo posto un sostituto
  2. successivamente, la possibilità di dispensa dal servizio mediante il pagamento di una somma di denaro, fissata dall'Imperatore.

All'epoca di Giustiniano, il sistema della leva obbligatoria non è più praticato: l'esercito era formato da volontari e da mercenari stranieri.

### Congedo
Il congedo veniva concesso dopo un servizio di 25 anni nell'esercito, a comprova del quale ai soldati veniva rilasciato un documento, Diplomata, a comprova dell'avvenuto assolvimento del servizio. Nella necropoli militare di Satala nell'odierna Turchia, è stato ritrovata una Diplomata in bronzo, appartenuta a un soldato della guarnigione.

### Fonti primarie
- (LA) Ammiano Marcellino, Rerum gestarum libri XXXI. (testo latino  e versione inglese).
- (GRC) Appiano di Alessandria, Historia Romana (Ῥωμαϊκά). (traduzione inglese Archiviato il 20 novembre 2015 in Internet Archive.).
- (GRC) Lucio Flavio Arriano, Periplo del Ponto Eusino. (testo greco  e traduzione inglese ).
- (GRC) Lucio Flavio Arriano, Schieramento contro gli Alani. (testo greco  e traduzione inglese).
- Lucio Flavio Arriano, Ars tactica (Τέχνη τακτική).
- (LA) Ottaviano Augusto, Res gestae divi Augusti. (testo latino  e traduzione inglese ).
- (LA) Aulo Gellio, Noctes Atticae. (testo latino  e traduzione inglese).
- (LA) Aurelio Vittore, De Caesaribus. (testo latino  e traduzione francese ).
- (LA) Aurelio Vittore, Epitome de Caesaribus. (testo latino  e traduzione inglese).
- (LA) Aurelio Vittore, De viris illustribus Urbis Romae. (testo latino e traduzione francese).
- (LA) Cesare, Commentarii de bello Gallico. (testo latino  e versione italiana del Progetto Ovidio oppure qui).
- (LA) Cesare, Commentarii de bello civili. (testo latino  e versione italiana del Progetto Ovidio).
- (LA) Pseudo-Cesare, Bellum Africum. (testo latino  e traduzione inglese ).
- (LA) Pseudo-Cesare, Bellum Alexandrinum. (testo latino  e traduzione inglese ).
- (LA) Pseudo-Cesare, Bellum Hispaniense. (testo latino  e traduzione inglese ).
- Cicerone,
  - Orationes (testo latino) ;
  - Epistulae (testo latino) .
- (LA) Cicerone, Brutus. (testo latino  e traduzione italiana).
- (LA) Cornelio Nepote, De viris illustribus. (testo latino ).
- (GRC) Diodoro Siculo, Bibliotheca historica. (traduzione inglese).
- (GRC) Dionigi di Alicarnasso, Antichità romane. (traduzione inglese).
- (GRC) Dione Cassio, Storia romana. (testo greco  e traduzione inglese).
- (GRC) Erodiano, Storia dell'impero dopo Marco Aurelio. (traduzione inglese qui e qui ).
- (LA) Eutropio, Breviarium ab Urbe condita, vol. III. (testo latino  e traduzione inglese ).
- (LA) Fasti triumphales. (Iscrizione latina AE 1930, 60 e traduzione inglese).
- (GRC) Flavio Giuseppe, Guerra giudaica. (traduzione inglese ).
- (LA) Floro, Epitoma de Tito Livio bellorum omnium annorum DCC libri duo. (testo latino  e traduzione inglese).
- (LA) Frontino, Strategemata. (testo latino  e traduzione inglese).
- (LA) Giordane, De origine actibusque Getarum. (testo latino e traduzione inglese).
- (LA) Historia Augusta. (testo latino  e traduzione inglese).
- (LA) Livio, Ab Urbe condita libri. (testo latino  e versione inglese ).
- (LA) Notitia Dignitatum. (testo latino  e versione inglese).
- (LA) Panegyrici latini, libri I-XII. (testo latino).
- (LA) Plinio il Giovane, Epistulae. (testo latino  e traduzione italiana).
- (LA) Plinio il Giovane, Panegirico di Traiano. (testo latino  e traduzione italiana).
- (LA) Plinio il Vecchio, Naturalis historia. (testo latino  e versione inglese).
- (GRC) Plutarco, Vite parallele. (testo greco  e traduzione inglese).
- (GRC) Polibio, Storie (Ἰστορίαι). (traduzione in inglese qui e qui).
- (LA) Pseudo-Igino, De munitionibus castrorum. (testo latino).
- (LA) Sallustio, Bellum Iugurthinum. (testo latino  e traduzione italiana).
- (LA) Sallustio, De Catilinae coniuratione. (testo latino  e testo latino ).
- (LA) Sallustio, Historiae. (testo latino).
- (LA) Svetonio, De vita Caesarum libri VIII. (testo latino  e traduzione italiana).
- (LA) Tacito, De vita et moribus Iulii Agricolae. (testo latino , traduzione italiana del Progetto Ovidio).
- (LA) Tacito, De origine et situ Germanorum. (testo latino , traduzione italiana del Progetto Ovidio).
- (LA) Tacito, Annales. (testo latino , traduzione italiana e traduzione inglese).
- (LA) Tacito, Historiae. (testo latino ; traduzione italiana ; traduzione inglese qui  e qui).
- (LA) Valerio Massimo, Factorum et dictorum memorabilium libri IX. (testo latino).
- (LA) Varrone, De lingua Latina. (testo latino).
- (LA) Varrone, De re rustica. (testo latino).
- (LA) Velleio Patercolo, Historiae Romanae ad M. Vinicium consulem libri duo. (testo latino  e traduzione inglese qui e qui ).
- (LA) Vegezio, Epitoma rei militaris. (testo latino  e traduzione francese ).
- (LA) Vitruvio, De architectura. (testo latino  e traduzione inglese).
- (GRC) Zosimo, Storia nuova. (traduzione italiana ).
- (LA) Zonara, Epitome delle storie. (testo greco e latino, traduzione francese ).

### Fonti storiografiche moderne
- Giuseppe Motta (a cura di), Atlante storico, Novara, De Agostini, 1995, ISBN 88-402-9718-9.
- Erik Abranson e Jean-Paul Colbus, La vita dei legionari ai tempi della guerra di Gallia, Milano, Mondadori, 1979, ISBN non esistente.
- Giovanni Brizzi, Scipione e Annibale. La guerra per salvare Roma, Bari-Roma, 2007. ISBN 978-88-420-8332-0
- Giovanni Brizzi, Storia di Roma. 1. Dalle origini ad Azio, Bologna, 1997.
- Giovanni Brizzi, Scipione e Annibale. La guerra per salvare Roma, Bari-Roma, Laterza, 2007, ISBN 978-88-420-8332-0.
- Jean-Michel Carrié, Eserciti e strategie, Milano, in Storia dei Greci e dei Romani, vol.18, La Roma tardo-antica, per una preistoria dell'idea di Europa, 2008.
- Giuseppe Cascarino, L'esercito romano. Armamento e organizzazione, Vol. I - Dalle origini alla fine della repubblica, Rimini, 2007, ISBN 88-8474-146-7.
- Giuseppe Cascarino, L'esercito romano. Armamento e organizzazione, Vol. II - Da Augusto ai Severi, Rimini, Il Cerchio, 2008, ISBN 88-8474-173-4.
- Giuseppe Cascarino e Carlo Sansilvestri, L'esercito romano. Armamento e organizzazione, Vol. III - Dal III secolo alla fine dell'Impero d'Occidente, Rimini, Il Cerchio, 2009, ISBN 88-8474-215-3.
- Peter Connolly, L'esercito romano, Milano, Mondadori, 1976.
- (EN) Peter Connolly, Greece and Rome at war, Londra, Greenhill Books, 2006, ISBN 978-1-85367-303-0.
- Steven K. Drummond & Lynn H. Nelson, The western frontiers of imperial Rome, Armonk (New York) & London, M.E. Sharpe, 1994, ISBN 978-1-56324-151-2.
- Pietro De Francisci, Sintesi storica del diritto romano, Roma, Mario Bulzoni, 1968.
- J.F. Drinkwater e Hugh Elton, Fifth century Gaul: a crisis of identity?, New York, Cambridge University Press, 2002, ISBN 978-0-521-52933-4.
- Hugh Elton, Warfare in Roman Europe, AD 350–425, Oxford University Press, 1996, ISBN 978-0-19-815241-5.
- (EN) Nic Fields, Rome's northern frontier AD 70-235. Beyond Hadrian's wall, Osprey Publishing, 2005, ISBN 978-1-84176-832-8.
- N. Fields, Roman Auxiliary Cavalryman, Oxford 2006.
- E. Gabba, Esercito e società nella tarda Repubblica romana, Firenze 1973.
- A.K. Goldsworthy, The Roman Army at War, 100 BC-AD 200, Oxford - N.Y 1998.
- Adrian Goldsworthy, Roman Warfare, 2000.
- (EN) Adrian Goldsworthy, The Fall of Carthage: The Punic Wars 265–146 BC, Cassell, 2007, ISBN 978-0-304-36642-2.
- J. Rodríguez González, Historia de las legiones Romanas, Madrid, 2003, ISBN 978-84-931207-8-8.
- Michel Grant, Gli imperatori romani, storia e segreti, Roma, Newton Compton, 1984, ISBN 88-541-0202-4.
- M. Hassall, The Army" in Cambridge Ancient History, II ed., Vol. XI (The High Empire 70-192), 2000.
- Peter Heather, La caduta dell'Impero romano: una nuova storia, Milano, Garzanti, 2006, ISBN 978-88-11-68090-1.
- P. Holder, Auxiliary Deployment in the Reign of Hadrian, 2003.
- (EN) Arnold Hugh Martin Jones, The Later Roman Empire, 284–602: A Social, Economic and Administrative Survey, Baltimore, 1986, ISBN 978-0-8018-3285-7.
- (EN) Lawrence Keppie, The Making of the Roman Army, from Republic to Empire, University of Oklahoma Press, 1998, ISBN 978-0-8061-3014-9.
- Yann Le Bohec, L'esercito romano. Le armi imperiali da Augusto alla fine del III secolo, Roma, Carocci, 1993, ISBN 978-88-430-1783-6.
- Yann Le Bohec, Armi e guerrieri di Roma antica. Da Diocleziano alla caduta dell'impero, Roma, Carocci, 2008, ISBN 978-88-430-4677-5.
- A.D. Lee, "The Army" in Cambridge Ancient History 2nd Ed Vol XIII (The Later Empire 337–425), 1997.
- E. Luttwak, La grande strategia dell'Impero romano, Milano, 1981.
- MacMullen, How Big was the Roman Army?, in KLIO, 1979.
- (EN) Penny MacGeorge, Appendix: Naval Power in the Fifth Century, in Late Roman Warlords, Oxford University Press, 2002, ISBN 978-0-19-925244-2.
- Mattingly e Sydenham, Roman Imperial Coinage.
- Valerie A. Maxfield, VIII - L'Europa continentale, in John Wacher (a cura di), Il mondo di Roma imperiale, la formazione, Bari-Roma, Laterza, 1989, ISBN 88-420-3418-5.
- Santo Mazzarino, L'Impero romano, Roma-Bari, Laterza, 1976.
- S. McDowall, Late Roman Infantryman, Oxford 1994.
- Alessandro Milan, Le forze armate nella storia di Roma Antica, Roma, Jouvence, 1993, ISBN 978-88-7801-212-7.
- Massimo Olmi, Le armature romane in età imperiale. Dalle fonti storiche e archeologiche alle moderne ricostruzioni, Roma, Chillemi, 2009, ISBN 978-88-96522-21-9.
- H. Parker, The Roman Legions, N.Y., 1958.
- André Piganiol, Le conquiste dei Romani, Milano, il Saggiatore, 1989, ISBN 978-88-565-0162-9.
- (EN) David Potter, The Roman Army and Navy, in Harriet I. Flower (a cura di), The Cambridge Companion to the Roman Republic, Cambridge University Press, 2004, ISBN 978-0-521-00390-2.
- Giorgio Ravegnani, La caduta dell'Impero romano, Bologna, Il Mulino, 2012, ISBN 978-88-15-23940-2.
- (FR) Michael Reddé, Mare nostrum - les infrastructures, le dispositif et l'histoire de la marine militaire sous l'empire romain, Parigi, Ecole Française de Rome, 1986, ISBN 978-2-7283-0114-0.
- (EN) H. Russell Robinson, The Armour of Imperial Rome, Londra, Arms and Armour Press, 1975, ISBN 978-0-85368-219-6.
- Giorgio Ruffolo, Quando l'Italia era una superpotenza, Einaudi, 2004.
- Denis B. Saddington, Classes. The Evolution of the Roman Imperial Fleets, in Paul Erdkamp (a cura di), A Companion to the Roman Army, Blackwell Publishing, 2007, ISBN 978-1-4051-2153-8.
- (EN) Pat Southern, The Roman Empire: from Severus to Constantine, Londra & New York, Routledge, 2001, ISBN 978-0-415-23944-8.
- J. Spaul, Cohors 2, 2000.
- (EN) Chester G. Starr, The Roman Imperial Navy: 31 B.C.-A.D. 324, 2ª ed., Cornell University Press, 1960, ISBN 978-0-89005-544-1.
- Ronald Syme, L'aristocrazia augustea, Rizzoli, 2001, ISBN 978-88-17-11225-3.
- (EN) John Warry, Warfare in the Classical World, Salamander Books, 2004, ISBN 978-0-8061-2794-1.
- (EN) Alaric Watson, Aurelian and the Third Century, Londra & New York, 1999, ISBN 0-415-30187-4.
- (EN) Graham Webster e Hugh Elton, The Roman Imperial Army of the First and Second Centuries A.D., University of Oklahoma Press, 1998, ISBN 978-0-8061-3000-2.
- (EN) Stephen Williams, Diocletian and the Roman Recovery, New York, Routledge, 1997, ISBN 978-0-415-91827-5.